# Liste des églises de Seine-et-Marne
La liste des églises de Seine-et-Marne vise à situer les églises du département français de Seine-et-Marne. Il est fait état des diverses protections dont elles peuvent bénéficier, et notamment les inscriptions et classements au titre des monuments historiques.

## Rattachement diocésain des églises catholiques
En ce qui concerne le culte catholique, les églises sont situées dans le diocèse de Meaux.

## Statistiques

### Nombres
Le département de Seine-et-Marne comprend 507 communes au 1er janvier 2023.
Depuis 2022, le diocèse de Meaux compte 17 paroisses.

## Liste

### Église catholique
Le classement ci-après se fait par commune selon l'ordre alphabétique.
Il est fait état des diverses protections dont elles peuvent bénéficier, et notamment les inscriptions et classements au titre des monuments historiques.
| Église                                                          | Commune                     | Adresse | Coordonnées                      | Notice         | Protection | Date               | Illustration                                                    |
| --------------------------------------------------------------- | --------------------------- | ------- | -------------------------------- | -------------- | --- | ------------------ | --------------------------------------------------------------- |
| Église Sainte-Fare d'Achères-la-Forêt                           | Achères-la-Forêt            |         | 48° 21′ 16″ nord, 2° 34′ 15″ est | « PA00086792 » | Inscrit MH | 1926               | Église Sainte-Fare d'Achères-la-Forêt                           |
| Église Saint-Pierre d'Amillis                                   | Amillis                     |         | 48° 44′ 25″ nord, 3° 07′ 45″ est | « PA00086793 » | Inscrit MH | 1927               | Église Saint-Pierre d'Amillis                                   |
| Église Notre-Dame-de-l'Assomption d'Amponville                  | Amponville                  |         | 48° 16′ 45″ nord, 2° 31′ 44″ est | « PA00086794 » | Inscrit MH | 1926               | Église Notre-Dame-de-l'Assomption d'Amponville                  |
| Église Notre-Dame-de-la-Nativité de Jacqueville                 | Amponville                  |         | 48° 17′ 41″ nord, 2° 31′ 36″ est |                | |                    | Église Notre-Dame-de-la-Nativité de Jacqueville                 |
| Église Saint-Jean-Baptiste d'Andrezel                           | Andrezel                    |         | 48° 36′ 42″ nord, 2° 48′ 49″ est |                | |                    | Image manquante Téléverser                                      |
| Église Saint-Germain-d'Auxerre d'Annet-sur-Marne                | Annet-sur-Marne             |         | 48° 55′ 33″ nord, 2° 43′ 15″ est |                | |                    | Église Saint-Germain-d'Auxerre d'Annet-sur-Marne                |
| Église Saint-Éloi d'Arbonne-la-Forêt                            | Arbonne-la-Forêt            |         | 48° 24′ 50″ nord, 2° 33′ 54″ est | « PA00086795 » | Inscrit MH | 1926               | Église Saint-Éloi d'Arbonne-la-Forêt                            |
| Église Saint-Bon d'Argentières                                  | Argentières                 |         | 48° 39′ 16″ nord, 2° 52′ 09″ est |                | |                    | Église Saint-Bon d'Argentières                                  |
| Église Saint-Germain-de-Paris d'Armentières-en-Brie             | Armentières-en-Brie         |         | 48° 58′ 39″ nord, 3° 01′ 11″ est |                | |                    | Église Saint-Germain-de-Paris d'Armentières-en-Brie             |
| Église Saints-Pierre-et-Paul d'Arville                          | Arville                     |         | 48° 11′ 16″ nord, 2° 32′ 53″ est | « PA00086796 » | Classé MH | 1922               | Église Saints-Pierre-et-Paul d'Arville                          |
| Église Saint-Christophe d'Aubepierre                            | Aubepierre-Ozouer-le-Repos  |         | 48° 37′ 51″ nord, 2° 53′ 12″ est | « PA00086799 » | Inscrit MH | 1987               | Église Saint-Christophe d'Aubepierre                            |
| Église Saint-Aubin d'Ozouer-le-Repos                            | Aubepierre-Ozouer-le-Repos  |         | 48° 36′ 39″ nord, 2° 54′ 38″ est | « PA00086798 » | Inscrit MH | 1987               | Église Saint-Aubin d'Ozouer-le-Repos                            |
| Église Saint-Martin d'Aufferville                               | Aufferville                 |         | 48° 12′ 52″ nord, 2° 36′ 37″ est | « PA00086800 » | Inscrit MH | 1926               | Église Saint-Martin d'Aufferville                               |
| Église Saint-Étienne d'Augers-en-Brie                           | Augers-en-Brie              |         | 48° 40′ 47″ nord, 3° 21′ 23″ est | « PA00086801 » | Classé MH | 1917               | Église Saint-Étienne d'Augers-en-Brie                           |
| Église Notre-Dame-de-l'Assomption d'Aulnoy                      | Aulnoy                      |         | 48° 50′ 27″ nord, 3° 05′ 43″ est |                | |                    | Église Notre-Dame-de-l'Assomption d'Aulnoy                      |
| Église Saint-Pierre d'Avon                                      | Avon                        |         | 48° 24′ 19″ nord, 2° 43′ 16″ est | « PA00086803 » | Classé MH | 1908               | Église Saint-Pierre d'Avon                                      |
| Église Saint-Paul d'Avon                                        | Avon                        |         | 48° 24′ 42″ nord, 2° 44′ 13″ est |                | |                    | Église Saint-Paul d'Avon                                        |
| Église Sainte-Anne de Baby                                      | Baby                        |         | 48° 23′ 39″ nord, 3° 20′ 32″ est |                | |                    | Église Sainte-Anne de Baby                                      |
| Église Saint-Léonard de Bagneaux-sur-Loing                      | Bagneaux-sur-Loing          |         | 48° 13′ 49″ nord, 2° 42′ 24″ est |                | |                    | Église Saint-Léonard de Bagneaux-sur-Loing                      |
| Église Notre-Dame-de-l'Assomption de Bailly-Romainvilliers      | Bailly-Romainvilliers       |         | 48° 51′ 00″ nord, 2° 49′ 10″ est |                | |                    | Image manquante Téléverser                                      |
| Église Saint-Héracle de Balloy                                  | Balloy                      |         | 48° 23′ 54″ nord, 3° 08′ 48″ est |                | |                    | Église Saint-Héracle de Balloy                                  |
| Église Notre-Dame de Bannost                                    | Bannost-Villegagnon         |         | 48° 40′ 40″ nord, 3° 11′ 33″ est | « PA00086805 » | Classé MH | 1923               | Église Notre-Dame de Bannost                                    |
| Église Saint-Pierre de Villegagnon                              | Bannost-Villegagnon         |         | 48° 40′ 04″ nord, 3° 10′ 43″ est |                | |                    | Image manquante Téléverser                                      |
| Église Notre-Dame-de-l'Assomption de Barbey                     | Barbey                      |         | 48° 21′ 55″ nord, 3° 03′ 20″ est |                | |                    | Église Notre-Dame-de-l'Assomption de Barbey                     |
| Église Sainte-Geneviève de Barcy                                | Barcy                       |         | 49° 01′ 03″ nord, 2° 52′ 51″ est | « PA00086808 » | Classé MH | 1916               | Église Sainte-Geneviève de Barcy                                |
| Église Sainte-Croix de Bassevelle                               | Bassevelle                  |         | 48° 55′ 39″ nord, 3° 17′ 16″ est |                | |                    | Église Sainte-Croix de Bassevelle                               |
| Église Saint-Pierre de Bazoches-lès-Bray                        | Bazoches-lès-Bray           |         | 48° 23′ 55″ nord, 3° 11′ 16″ est |                | |                    | Église Saint-Pierre de Bazoches-lès-Bray                        |
| Église Saint-Pierre de Beauchéry                                | Beauchery-Saint-Martin      |         | 48° 36′ 56″ nord, 3° 24′ 11″ est | « PA00086809 » | Classé MH | 1944               | Église Saint-Pierre de Beauchéry                                |
| Église Saint-Martin de Saint-Martin-Chennetron                  | Beauchery-Saint-Martin      |         | 48° 35′ 06″ nord, 3° 26′ 17″ est |                | |                    | Image manquante Téléverser                                      |
| Église Saint-Barthélemy de Beaumont-du-Gâtinais                 | Beaumont-du-Gâtinais        |         | 48° 08′ 10″ nord, 2° 28′ 28″ est | « PA00086811 » | Classé MH | 1922               | Église Saint-Barthélemy de Beaumont-du-Gâtinais                 |
| Église Sainte-Anne de Beautheil                                 | Beautheil-Saints            |         | 48° 45′ 46″ nord, 3° 05′ 14″ est |                | |                    | Église Sainte-Anne de Beautheil                                 |
| Église Saint-Martin de Saints                                   | Beautheil-Saints            |         | 48° 45′ 30″ nord, 3° 02′ 54″ est |                | |                    | Église Saint-Martin de Saints                                   |
| Église Notre-Dame-de-l'Assomption de Beauvoir                   | Beauvoir                    |         | 48° 38′ 42″ nord, 2° 51′ 47″ est |                | |                    | Église Notre-Dame-de-l'Assomption de Beauvoir                   |
| Église Saint-Loup-de-Troyes de Bellot                           | Bellot                      |         | 48° 51′ 26″ nord, 3° 19′ 05″ est | « PA00086814 » | Inscrit MH | 1926               | Église Saint-Loup-de-Troyes de Bellot                           |
| Église Saint-Pierre de Bernay                                   | Bernay-Vilbert              |         | 48° 40′ 36″ nord, 2° 56′ 16″ est | « PA00086815 » | Classé MH | 1914               | Église Saint-Pierre de Bernay                                   |
| Église Notre-Dame-de-l'Assomption de Vilbert                    | Bernay-Vilbert              |         | 48° 40′ 57″ nord, 2° 55′ 24″ est |                | |                    | Église Notre-Dame-de-l'Assomption de Vilbert                    |
| Église Saint-Denis de Beton-Bazoches                            | Beton-Bazoches              |         | 48° 42′ 07″ nord, 3° 14′ 42″ est | « PA00086816 » | Classé MH | 1930               | Église Saint-Denis de Beton-Bazoches                            |
| Église Sainte-Madeleine de Bezalles                             | Bezalles                    |         | 48° 40′ 41″ nord, 3° 14′ 38″ est |                | |                    | Église Sainte-Madeleine de Bezalles                             |
| Église Saint-Maurice de Blandy                                  | Blandy                      |         | 48° 34′ 04″ nord, 2° 46′ 52″ est | « PA00086818 » | Classé MH | 1944               | Église Saint-Maurice de Blandy                                  |
| Église Saint-Victor de Blennes                                  | Blennes                     |         | 48° 15′ 27″ nord, 3° 01′ 25″ est | « PA00086819 » | Inscrit MH | 1926               | Église Saint-Victor de Blennes                                  |
| Église Saint-Pierre de Bois-le-Roi                              | Bois-le-Roi                 |         | 48° 28′ 18″ nord, 2° 42′ 02″ est | « PA00086820 » | Inscrit MH | 1926               | Église Saint-Pierre de Bois-le-Roi                              |
| Église Saint-Loup-de-Sens de Boisdon                            | Boisdon                     |         | 48° 41′ 03″ nord, 3° 13′ 36″ est |                | |                    | Église Saint-Loup-de-Sens de Boisdon                            |
| Église Saint-Louis de Boissettes                                | Boissettes                  |         | 48° 31′ 13″ nord, 2° 36′ 39″ est |                | |                    | Église Saint-Louis de Boissettes                                |
| Église Saint-Germain-d'Auxerre de Boissise-la-Bertrand          | Boissise-la-Bertrand        |         | 48° 31′ 36″ nord, 2° 35′ 16″ est |                | |                    | Église Saint-Germain-d'Auxerre de Boissise-la-Bertrand          |
| Église Saint-Denis de Boissise-le-Roi                           | Boissise-le-Roi             |         | 48° 31′ 42″ nord, 2° 34′ 24″ est | « PA00086822 » | Inscrit MH | 1949               | Église Saint-Denis de Boissise-le-Roi                           |
| Église Saint-Martin de Boissy-aux-Cailles                       | Boissy-aux-Cailles          |         | 48° 19′ 06″ nord, 2° 30′ 17″ est | « PA00086823 » | Inscrit MH | 1926               | Église Saint-Martin de Boissy-aux-Cailles                       |
| Église Saint-Germain de Bombon                                  | Bombon                      |         | 48° 34′ 27″ nord, 2° 51′ 32″ est | « PA00087334 » | Inscrit MH | 1990               | Église Saint-Germain de Bombon                                  |
| Église de la Nativité-de-la-Sainte-Vierge de Bougligny          | Bougligny                   |         | 48° 11′ 49″ nord, 2° 39′ 28″ est | « PA00086826 » | Inscrit MH Chœur et clocher | 1926               | Église de la Nativité-de-la-Sainte-Vierge de Bougligny          |
| Église Saint-Denis de Boulancourt                               | Boulancourt                 |         | 48° 15′ 29″ nord, 2° 26′ 06″ est |                | |                    | Église Saint-Denis de Boulancourt                               |
| Église Sainte-Madeleine de Bouleurs                             | Bouleurs                    |         | 48° 52′ 54″ nord, 2° 54′ 24″ est |                | |                    | Église Sainte-Madeleine de Bouleurs                             |
| Église Saint-Sévère de Bourron-Marlotte                         | Bourron-Marlotte            |         | 48° 20′ 24″ nord, 2° 41′ 58″ est | « PA00086828 » | Inscrit MH Transept et nef | 1926               | Église Saint-Sévère de Bourron-Marlotte                         |
| Église Saint-Médard de Boutigny                                 | Boutigny                    |         | 48° 55′ 13″ nord, 2° 55′ 46″ est |                | |                    | Église Saint-Médard de Boutigny                                 |
| Église Saint-Loup-de-Sens de Bransles                           | Bransles                    |         | 48° 09′ 09″ nord, 2° 50′ 07″ est | « PA00086830 » | Inscrit MH | 1926               | Église Saint-Loup-de-Sens de Bransles                           |
| Église Notre-Dame-Sainte-Croix de Bray-sur-Seine                | Bray-sur-Seine              |         | 48° 24′ 55″ nord, 3° 14′ 14″ est | « PA00086831 » | Classé MH | 1945               | Église Notre-Dame-Sainte-Croix de Bray-sur-Seine                |
| Église Saint-Étienne de Brie-Comte-Robert                       | Brie-Comte-Robert           |         | 48° 41′ 25″ nord, 2° 36′ 31″ est | « PA00086836 » | Classé MH | 1840               | Église Saint-Étienne de Brie-Comte-Robert                       |
| Église Saint-Baudile de Brou-sur-Chantereine                    | Brou-sur-Chantereine        |         | 48° 52′ 58″ nord, 2° 37′ 48″ est |                | |                    | Église Saint-Baudile de Brou-sur-Chantereine                    |
| Église Notre-Dame-de-la-Nativité de Bréau                       | Bréau                       |         | 48° 33′ 37″ nord, 2° 52′ 40″ est |                | |                    | Église Notre-Dame-de-la-Nativité de Bréau                       |
| Église Saint-Amand de Burcy                                     | Burcy                       |         | 48° 14′ 21″ nord, 2° 31′ 19″ est | « PA00086840 » | Inscrit MH | 1985               | Église Saint-Amand de Burcy                                     |
| Église Saint-Médard de Bussières                                | Bussières                   |         | 48° 55′ 20″ nord, 3° 14′ 06″ est | « PA00086841 » | Inscrit MH Les trois travées du chœur et son bas-côté | 1930               | Église Saint-Médard de Bussières                                |
| Église Notre-Dame-du-Val de Bussy-Saint-Georges                 | Bussy-Saint-Georges         |         | 48° 50′ 23″ nord, 2° 42′ 58″ est |                | |                    | Église Notre-Dame-du-Val de Bussy-Saint-Georges                 |
| Église Saint-Georges de Bussy-Saint-Georges                     | Bussy-Saint-Georges         |         | 48° 50′ 31″ nord, 2° 42′ 19″ est |                | |                    | Église Saint-Georges de Bussy-Saint-Georges                     |
| Église Saint-Martin de Bussy-Saint-Martin                       | Bussy-Saint-Martin          |         | 48° 51′ 00″ nord, 2° 41′ 25″ est | « PA00086843 » | Classé MH Eglise, sauf le clocher ; Classé MH Clocher | 1921 ; 1987        | Église Saint-Martin de Bussy-Saint-Martin                       |
| Église Saint-Laurent d'Herbeauvilliers                          | Buthiers                    |         | 48° 16′ 56″ nord, 2° 28′ 24″ est |                | |                    | Église Saint-Laurent d'Herbeauvilliers                          |
| Église Saint-Maur de Buthiers                                   | Buthiers                    |         | 48° 17′ 14″ nord, 2° 26′ 07″ est |                | |                    | Église Saint-Maur de Buthiers                                   |
| Église Saint-Georges de Cannes-Écluse                           | Cannes-Écluse               |         | 48° 21′ 54″ nord, 2° 59′ 06″ est |                | |                    | Église Saint-Georges de Cannes-Écluse                           |
| Église Saint-Antoine de Carnetin                                | Carnetin                    |         | 48° 54′ 04″ nord, 2° 42′ 21″ est |                | |                    | Église Saint-Antoine de Carnetin                                |
| Église Saint-Brice de Cerneux                                   | Cerneux                     |         | 48° 41′ 38″ nord, 3° 20′ 39″ est | « PA00086848 » | Inscrit MH | 1926               | Église Saint-Brice de Cerneux                                   |
| Église Saint-Martin de Cesson                                   | Cesson                      |         | 48° 33′ 44″ nord, 2° 36′ 04″ est |                | |                    | Église Saint-Martin de Cesson                                   |
| Église Saint-Laurent-et-Saint-Vincent de Cessoy-en-Montois      | Cessoy-en-Montois           |         | 48° 30′ 15″ nord, 3° 08′ 49″ est |                | |                    | Église Saint-Laurent-et-Saint-Vincent de Cessoy-en-Montois      |
| Église Saint-Paul de Chailly-en-Bière                           | Chailly-en-Bière            |         | 48° 27′ 58″ nord, 2° 36′ 29″ est | « PA00086850 » | Inscrit MH | 1926               | Église Saint-Paul de Chailly-en-Bière                           |
| Église Saint-Médard de Chailly-en-Brie                          | Chailly-en-Brie             |         | 48° 47′ 23″ nord, 3° 07′ 28″ est | « PA00086851 » | Inscrit MH | 1930               | Église Saint-Médard de Chailly-en-Brie                          |
| Église Saint-Eutrope de Lagerville                              | Chaintreaux                 |         | 48° 10′ 54″ nord, 2° 49′ 52″ est | « PA00132993 » | Inscrit MH | 1994               | Église Saint-Eutrope de Lagerville                              |
| Église Saint-Pierre-et-Saint-Paul de Chaintreaux                | Chaintreaux                 |         | 48° 11′ 57″ nord, 2° 49′ 15″ est | « PA00086852 » | Inscrit MH | 1949               | Église Saint-Pierre-et-Saint-Paul de Chaintreaux                |
| Église Saint-Georges de Chalautre-la-Grande                     | Chalautre-la-Grande         |         | 48° 32′ 30″ nord, 3° 27′ 37″ est | « PA00086853 » | Inscrit MH | 1971               | Église Saint-Georges de Chalautre-la-Grande                     |
| Église Saint-Martin de Chalautre-la-Petite                      | Chalautre-la-Petite         |         | 48° 31′ 43″ nord, 3° 18′ 46″ est |                | |                    | Église Saint-Martin de Chalautre-la-Petite                      |
| Église Saint-André de Chalifert                                 | Chalifert                   |         | 48° 53′ 15″ nord, 2° 46′ 20″ est |                | |                    | Église Saint-André de Chalifert                                 |
| Église Saint-Étienne de Chalmaison                              | Chalmaison                  |         | 48° 28′ 58″ nord, 3° 15′ 05″ est | « PA00086854 » | Classé MH | 1930               | Église Saint-Étienne de Chalmaison                              |
| Église Saint-Pierre-et-Saint-Paul de Chambry                    | Chambry                     |         | 48° 59′ 52″ nord, 2° 53′ 37″ est | « PA00086855 » | Inscrit MH | 1916               | Église Saint-Pierre-et-Saint-Paul de Chambry                    |
| Église Saint-Étienne de Chamigny                                | Chamigny                    |         | 48° 58′ 25″ nord, 3° 08′ 58″ est | « PA00086856 » | Classé MH | 1981               | Église Saint-Étienne de Chamigny                                |
| Église Notre-Dame de Champagne-sur-Seine                        | Champagne-sur-Seine         |         | 48° 24′ 20″ nord, 2° 47′ 54″ est | « PA00086857 » | Inscrit MH | 1926               | Église Notre-Dame de Champagne-sur-Seine                        |
| Église Saint-François de Champagne-sur-Seine                    | Champagne-sur-Seine         |         | 48° 23′ 28″ nord, 2° 48′ 10″ est | « EA77000002 » | |                    | Église Saint-François de Champagne-sur-Seine                    |
| Église Saint-Martin de Champcenest                              | Champcenest                 |         | 48° 40′ 12″ nord, 3° 16′ 59″ est | « PA00086858 » | Classé MH | 1917               | Église Saint-Martin de Champcenest                              |
| Église Saint-Martial de Champdeuil                              | Champdeuil                  |         | 48° 37′ 13″ nord, 2° 43′ 50″ est |                | |                    | Église Saint-Martial de Champdeuil                              |
| Collégiale Saint-Martin de Champeaux                            | Champeaux                   |         | 48° 35′ 09″ nord, 2° 48′ 28″ est | « PA00086860 » | Classé MH | 1840               | Collégiale Saint-Martin de Champeaux                            |
| Église Saint-Loup-de-Sens de Champs-sur-Marne                   | Champs-sur-Marne            |         | 48° 51′ 09″ nord, 2° 36′ 10″ est |                | |                    | Église Saint-Loup-de-Sens de Champs-sur-Marne                   |
| Église Sainte-Madeleine de Changis-sur-Marne                    | Changis-sur-Marne           |         | 48° 57′ 26″ nord, 3° 00′ 53″ est |                | |                    | Église Sainte-Madeleine de Changis-sur-Marne                    |
| Église Saint-Eutrope de Chanteloup-en-Brie                      | Chanteloup-en-Brie          |         | 48° 51′ 23″ nord, 2° 44′ 21″ est |                | |                    | Église Saint-Eutrope de Chanteloup-en-Brie                      |
| Église de la Sainte-Trinité de Charmentray                      | Charmentray                 |         | 48° 56′ 44″ nord, 2° 46′ 35″ est |                | |                    | Église de la Sainte-Trinité de Charmentray                      |
| Église Saint-Léger de Charny                                    | Charny                      |         | 48° 58′ 15″ nord, 2° 45′ 40″ est |                | |                    | Église Saint-Léger de Charny                                    |
| Église Saint-Corneille-et-Saint-Cyprien de Chartrettes          | Chartrettes                 |         | 48° 29′ 18″ nord, 2° 42′ 01″ est | « PA00086867 » | Inscrit MH | 1946               | Église Saint-Corneille-et-Saint-Cyprien de Chartrettes          |
| Église Saint-Pierre-ès-Liens de Chartronges                     | Chartronges                 |         | 48° 44′ 41″ nord, 3° 16′ 12″ est |                | |                    | Église Saint-Pierre-ès-Liens de Chartronges                     |
| Église Saint-Saturnin de Chauconin                              | Chauconin-Neufmontiers      |         | 48° 57′ 58″ nord, 2° 50′ 32″ est | « PA00087347 » | Inscrit MH | 1991               | Église Saint-Saturnin de Chauconin                              |
| Église Saint-Barthélemy de Neufmontiers                         | Chauconin-Neufmontiers      |         | 48° 58′ 27″ nord, 2° 50′ 16″ est |                | |                    | Église Saint-Barthélemy de Neufmontiers                         |
| Église Saint-Sulpice de Chauffry                                | Chauffry                    |         | 48° 48′ 41″ nord, 3° 10′ 51″ est |                | |                    | Église Saint-Sulpice de Chauffry                                |
| Église Saints-Pierre-et-Paul de Chaumes-en-Brie                 | Chaumes-en-Brie             |         | 48° 39′ 58″ nord, 2° 50′ 32″ est | « PA00086885 » | Classé MH | 1942               | Église Saints-Pierre-et-Paul de Chaumes-en-Brie                 |
| Église Saint-André de Chelles                                   | Chelles                     |         | 48° 52′ 49″ nord, 2° 35′ 49″ est |                | |                    | Église Saint-André de Chelles                                   |
| Église Sainte-Geneviève de Cucharmoy                            | Chenoise-Cucharmoy          |         | 48° 34′ 57″ nord, 3° 11′ 34″ est | « PA00086922 » | Classé MH | 1983               | Église Sainte-Geneviève de Cucharmoy                            |
| Église Saint-Loup de Chenoise                                   | Chenoise-Cucharmoy          |         | 48° 36′ 58″ nord, 3° 11′ 40″ est |                | |                    | Église Saint-Loup de Chenoise                                   |
| Église Saint-Sulpice de Chenou                                  | Chenou                      |         | 48° 09′ 58″ nord, 2° 39′ 34″ est | « PA00086890 » | Inscrit MH | 1926               | Église Saint-Sulpice de Chenou                                  |
| Église Saint-Nicolas de Chessy                                  | Chessy                      |         | 48° 52′ 46″ nord, 2° 45′ 53″ est |                | |                    | Église Saint-Nicolas de Chessy                                  |
| Église Saint-Fiacre de Chevrainvilliers                         | Chevrainvilliers            |         | 48° 14′ 40″ nord, 2° 36′ 53″ est | « PA00086891 » | Inscrit MH | 1926               | Église Saint-Fiacre de Chevrainvilliers                         |
| Église Saint-Denis de Chevru                                    | Chevru                      |         | 48° 44′ 06″ nord, 3° 11′ 42″ est |                | |                    | Église Saint-Denis de Chevru                                    |
| Église Notre-Dame-de-l'Assomption de Chevry-Cossigny            | Chevry-Cossigny             |         | 48° 43′ 05″ nord, 2° 40′ 52″ est |                | |                    | Église Notre-Dame-de-l'Assomption de Chevry-Cossigny            |
| Église Saint-Julien de Chevry-en-Sereine                        | Chevry-en-Sereine           |         | 48° 15′ 14″ nord, 2° 56′ 33″ est | « PA00086894 » | Classé MH | 1990               | Église Saint-Julien de Chevry-en-Sereine                        |
| Église Saints-Pierre-et-Paul de Choisy-en-Brie                  | Choisy-en-Brie              |         | 48° 45′ 31″ nord, 3° 13′ 11″ est | « PA00086895 » | Inscrit MH | 1969               | Église Saints-Pierre-et-Paul de Choisy-en-Brie                  |
| Église Notre-Dame-de-l'Assomption de Château-Landon             | Château-Landon              |         | 48° 08′ 56″ nord, 2° 42′ 06″ est | « PA00086870 » | Classé MH | 1840               | Église Notre-Dame-de-l'Assomption de Château-Landon             |
| Église Saint-André de Château-Landon                            | Château-Landon              |         | 48° 08′ 40″ nord, 2° 42′ 01″ est | « PA00086871 » | Inscrit MH | 1987               | Église Saint-André de Château-Landon                            |
| Basilique Saint-Thugal de Château-Landon                        | Château-Landon              |         | 48° 09′ 00″ nord, 2° 42′ 22″ est | « PA00086876 » | Inscrit MH Tour de Saint-Thugal | 1926               | Basilique Saint-Thugal de Château-Landon                        |
| Église Saint-Gond de Châteaubleau                               | Châteaubleau                |         | 48° 35′ 16″ nord, 3° 06′ 32″ est |                | |                    | Église Saint-Gond de Châteaubleau                               |
| Église Saint-Étienne de Châtenay-sur-Seine                      | Châtenay-sur-Seine          |         | 48° 25′ 16″ nord, 3° 06′ 02″ est |                | |                    | Église Saint-Étienne de Châtenay-sur-Seine                      |
| Église Saint-Loup-de-Sens de Châtenoy                           | Châtenoy                    |         | 48° 14′ 00″ nord, 2° 37′ 31″ est | « PA00086880 » | Inscrit MH | 1926               | Église Saint-Loup-de-Sens de Châtenoy                           |
| Église Saint-Thibaut-et-Saint-Loup de la Borde                  | Châtillon-la-Borde          |         | 48° 31′ 48″ nord, 2° 50′ 03″ est |                | |                    | Image manquante Téléverser                                      |
| Église Saint-Antonin-de-Pamiers de Châtres                      | Châtres                     |         | 48° 42′ 39″ nord, 2° 48′ 34″ est |                | Patrimoine d'intérêt régional | 2021               | Église Saint-Antonin-de-Pamiers de Châtres                      |
| Église Saint-Pons de Citry                                      | Citry                       |         | 48° 58′ 12″ nord, 3° 14′ 13″ est | « PA00086896 » | Inscrit MH | 1930               | Église Saint-Pons de Citry                                      |
| Église Saint-Étienne de Claye-Souilly                           | Claye-Souilly               |         | 48° 56′ 42″ nord, 2° 41′ 28″ est |                | |                    | Église Saint-Étienne de Claye-Souilly                           |
| Église Saint-Laurent de Clos-Fontaine                           | Clos-Fontaine               |         | 48° 36′ 26″ nord, 3° 00′ 59″ est |                | |                    | Église Saint-Laurent de Clos-Fontaine                           |
| Église Saint-Christophe de Cocherel                             | Cocherel                    |         | 49° 01′ 16″ nord, 3° 06′ 04″ est |                | |                    | Église Saint-Christophe de Cocherel                             |
| Église Saint-Rémi de Collégien                                  | Collégien                   |         | 48° 49′ 53″ nord, 2° 40′ 19″ est |                | |                    | Église Saint-Rémi de Collégien                                  |
| Église Saint-Vincent de Combs-la-Ville                          | Combs-la-Ville              |         | 48° 39′ 51″ nord, 2° 34′ 08″ est |                | Patrimoine d'intérêt régional | 2018               | Église Saint-Vincent de Combs-la-Ville                          |
| Église Notre-Dame-de-l'Assomption de Compans                    | Compans                     |         | 48° 59′ 39″ nord, 2° 39′ 53″ est |                | |                    | Église Notre-Dame-de-l'Assomption de Compans                    |
| Église Notre-Dame-de-l'Assomption de Conches-sur-Gondoire       | Conches-sur-Gondoire        |         | 48° 51′ 22″ nord, 2° 43′ 00″ est | « PA00086898 » | Inscrit MH | 2016               | Église Notre-Dame-de-l'Assomption de Conches-sur-Gondoire       |
| Église Sainte-Libiaire de Condé-Sainte-Libiaire                 | Condé-Sainte-Libiaire       |         | 48° 53′ 51″ nord, 2° 49′ 45″ est |                | |                    | Église Sainte-Libiaire de Condé-Sainte-Libiaire                 |
| Église Saint-Rémi de Congis-sur-Thérouanne                      | Congis-sur-Thérouanne       |         | 49° 00′ 19″ nord, 2° 58′ 27″ est | « PA00086900 » | Inscrit MH Eglise, sauf partie classée ; Classé MH Chœur | 1949 ; 1972        | Église Saint-Rémi de Congis-sur-Thérouanne                      |
| Église Sainte-Geneviève de Coubert                              | Coubert                     |         | 48° 40′ 11″ nord, 2° 41′ 47″ est |                | |                    | Église Sainte-Geneviève de Coubert                              |
| Église Saint-Georges de Couilly-Pont-aux-Dames                  | Couilly-Pont-aux-Dames      |         | 48° 53′ 05″ nord, 2° 51′ 37″ est | « PA00086902 » | Classé MH | 1906               | Église Saint-Georges de Couilly-Pont-aux-Dames                  |
| Église Saint-Martin de Coulombs-en-Valois                       | Coulombs-en-Valois          |         | 49° 04′ 04″ nord, 3° 07′ 30″ est | « PA00086903 » | Classé MH | 1987               | Église Saint-Martin de Coulombs-en-Valois                       |
| Église Saint-Pierre de Vaux-sous-Coulombs                       | Coulombs-en-Valois          |         | 49° 04′ 04″ nord, 3° 07′ 30″ est | « PA00087311 » | Classé MH | 1919               | Église Saint-Pierre de Vaux-sous-Coulombs                       |
| Église Saint-Laurent de Coulommes                               | Coulommes                   |         | 48° 53′ 25″ nord, 2° 55′ 52″ est |                | |                    | Église Saint-Laurent de Coulommes                               |
| Ancienne église Saint-Denys de Coulommiers                      | Coulommiers                 |         | 48° 49′ 29″ nord, 3° 06′ 24″ est |                | |                    | Ancienne église Saint-Denys de Coulommiers                      |
| Église Saint-Denis-Sainte-Foy de Coulommiers                    | Coulommiers                 |         | 48° 48′ 48″ nord, 3° 05′ 15″ est |                | |                    | Église Saint-Denis-Sainte-Foy de Coulommiers                    |
| Église Saint-Pierre de Coupvray                                 | Coupvray                    |         | 48° 53′ 34″ nord, 2° 47′ 39″ est |                | |                    | Église Saint-Pierre de Coupvray                                 |
| Église Saint-Martin de Courcelles-en-Bassée                     | Courcelles-en-Bassée        |         | 48° 24′ 34″ nord, 3° 03′ 15″ est |                | |                    | Église Saint-Martin de Courcelles-en-Bassée                     |
| Église Saint-Martin de Courchamp                                | Courchamp                   |         | 48° 38′ 10″ nord, 3° 17′ 11″ est |                | |                    | Église Saint-Martin de Courchamp                                |
| Église Saint-Martin de Courpalay                                | Courpalay                   |         | 48° 38′ 50″ nord, 2° 57′ 39″ est |                | |                    | Église Saint-Martin de Courpalay                                |
| Église Saint-Loup-de-Sens de Courquetaine                       | Courquetaine                |         | 48° 40′ 39″ nord, 2° 44′ 50″ est |                | |                    | Église Saint-Loup-de-Sens de Courquetaine                       |
| Église Saint-Martin de Courtacon                                | Courtacon                   |         | 48° 41′ 41″ nord, 3° 17′ 24″ est |                | |                    | Église Saint-Martin de Courtacon                                |
| Église Sainte-Geneviève de Courtomer                            | Courtomer                   |         | 48° 39′ 13″ nord, 2° 54′ 11″ est | « PA00086912 » | Inscrit MH | 1989               | Église Sainte-Geneviève de Courtomer                            |
| Église Saint-Médard de Courtry                                  | Courtry                     |         | 48° 55′ 07″ nord, 2° 36′ 14″ est | « PA00086914 » | Inscrit MH | 1975               | Église Saint-Médard de Courtry                                  |
| Église Notre-Dame-de-l'Assomption de Coutençon                  | Coutençon                   |         | 48° 28′ 16″ nord, 2° 59′ 41″ est |                | |                    | Église Notre-Dame-de-l'Assomption de Coutençon                  |
| Église Saint-Jean-Baptiste de Coutevroult                       | Coutevroult                 |         | 48° 51′ 47″ nord, 2° 51′ 12″ est |                | |                    | Église Saint-Jean-Baptiste de Coutevroult                       |
| Église Saint-Pierre de Crisenoy                                 | Crisenoy                    |         | 48° 35′ 48″ nord, 2° 44′ 41″ est |                | |                    | Église Saint-Pierre de Crisenoy                                 |
| Église Saint-Marcel de Croissy-Beaubourg                        | Croissy-Beaubourg           |         | 48° 49′ 40″ nord, 2° 39′ 49″ est |                | |                    | Église Saint-Marcel de Croissy-Beaubourg                        |
| Église Saint-Cyr-et-Sainte-Julitte de Crouy-sur-Ourcq           | Crouy-sur-Ourcq             |         | 49° 05′ 29″ nord, 3° 04′ 34″ est | « PA00086921 » | Classé MH | 1919               | Église Saint-Cyr-et-Sainte-Julitte de Crouy-sur-Ourcq           |
| Église Saint-Jean-Baptiste de Crèvecœur-en-Brie                 | Crèvecœur-en-Brie           |         | 48° 45′ 17″ nord, 2° 54′ 35″ est |                | |                    | Église Saint-Jean-Baptiste de Crèvecœur-en-Brie                 |
| Collégiale Notre-Dame de Crécy-la-Chapelle                      | Crécy-la-Chapelle           |         | 48° 51′ 29″ nord, 2° 55′ 35″ est | « PA00086915 » | Classé MH | 1846               | Collégiale Notre-Dame de Crécy-la-Chapelle                      |
| Église Saint-Georges de Crécy-la-Chapelle                       | Crécy-la-Chapelle           |         | 48° 51′ 22″ nord, 2° 54′ 40″ est |                | |                    | Église Saint-Georges de Crécy-la-Chapelle                       |
| Église Saint-Laurent de Crégy-lès-Meaux                         | Crégy-lès-Meaux             |         | 48° 58′ 40″ nord, 2° 52′ 36″ est |                | |                    | Église Saint-Laurent de Crégy-lès-Meaux                         |
| Église Saint-Pierre de Cuisy                                    | Cuisy                       |         | 49° 01′ 13″ nord, 2° 46′ 22″ est |                | |                    | Église Saint-Pierre de Cuisy                                    |
| Église Saint-Étienne de Cély                                    | Cély                        |         | 48° 27′ 31″ nord, 2° 32′ 18″ est |                | |                    | Église Saint-Étienne de Cély                                    |
| Église Saint-Géroche de Dagny                                   | Dagny                       |         | 48° 43′ 01″ nord, 3° 10′ 13″ est |                | |                    | Image manquante Téléverser                                      |
| Église Notre-Dame-de-la-Visitation de Dammarie-les-Lys          | Dammarie-les-Lys            |         | 48° 30′ 52″ nord, 2° 38′ 06″ est |                | |                    | Église Notre-Dame-de-la-Visitation de Dammarie-les-Lys          |
| Abbaye du Lys                                                   | Dammarie-les-Lys            |         | 48° 31′ 06″ nord, 2° 37′ 56″ est |                | |                    | Abbaye du Lys                                                   |
| Collégiale Notre-Dame de Dammartin-en-Goële                     | Dammartin-en-Goële          |         | 49° 03′ 16″ nord, 2° 40′ 52″ est | « PA00086924 » | Classé MH | 1939               | Collégiale Notre-Dame de Dammartin-en-Goële                     |
| Église Saint-Jean-Baptiste de Dammartin-en-Goële                | Dammartin-en-Goële          |         | 49° 03′ 15″ nord, 2° 40′ 38″ est | « PA00086925 » | Inscrit MH Portail | 1926               | Église Saint-Jean-Baptiste de Dammartin-en-Goële                |
| Église Saint-Martin de Dammartin-sur-Tigeaux                    | Dammartin-sur-Tigeaux       |         | 48° 49′ 09″ nord, 2° 55′ 07″ est |                | |                    | Église Saint-Martin de Dammartin-sur-Tigeaux                    |
| Église Saint-Médard-et-Sainte-Anne de Dampmart                  | Dampmart                    |         | 48° 53′ 06″ nord, 2° 44′ 11″ est |                | |                    | Église Saint-Médard-et-Sainte-Anne de Dampmart                  |
| Église du Sacré-Cœur de Darvault                                | Darvault                    |         | 48° 16′ 19″ nord, 2° 44′ 09″ est |                | |                    | Église du Sacré-Cœur de Darvault                                |
| Église Saint-Nicolas-et-Notre-Dame-de-l'Assomption de Dhuisy    | Dhuisy                      |         | 49° 02′ 21″ nord, 3° 09′ 35″ est |                | |                    | Église Saint-Nicolas-et-Notre-Dame-de-l'Assomption de Dhuisy    |
| Église Sainte-Geneviève de Diant                                | Diant                       |         | 48° 16′ 54″ nord, 2° 59′ 28″ est |                | |                    | Église Sainte-Geneviève de Diant                                |
| Église Notre-Dame-de-la-Nativité de Donnemarie-en-Montois       | Donnemarie-Dontilly         |         | 48° 28′ 44″ nord, 3° 07′ 57″ est | « PA00086929 » | Classé MH | 1846               | Église Notre-Dame-de-la-Nativité de Donnemarie-en-Montois       |
| Église Saint-Pierre-et-Saint-Paul de Dontilly                   | Donnemarie-Dontilly         |         | 48° 28′ 31″ nord, 3° 07′ 41″ est | « PA00086930 » | Classé MH | 1930               | Église Saint-Pierre-et-Saint-Paul de Dontilly                   |
| Église Saint-Martin de Dormelles                                | Dormelles                   |         | 48° 18′ 58″ nord, 2° 54′ 02″ est | « PA00086932 » | Inscrit MH Eglise, sauf clocher classé ; Classé MH Clocher | 1926 ; 1931        | Église Saint-Martin de Dormelles                                |
| Église Saint-Martin de Doue                                     | Doue                        |         | 48° 52′ 07″ nord, 3° 10′ 02″ est | « PA00086936 » | Classé MH | 1922               | Église Saint-Martin de Doue                                     |
| Église Saint-Jean-Porte-Latine de Douy-la-Ramée                 | Douy-la-Ramée               |         | 49° 04′ 00″ nord, 2° 53′ 01″ est | « PA00086938 » | Inscrit MH | 1926               | Église Saint-Jean-Porte-Latine de Douy-la-Ramée                 |
| Église Saint-Jean-Baptiste d'Esbly                              | Esbly                       |         | 48° 54′ 06″ nord, 2° 48′ 53″ est |                | |                    | Église Saint-Jean-Baptiste d'Esbly                              |
| Église Notre-Dame-de-l'Assomption d'Esmans                      | Esmans                      |         | 48° 20′ 56″ nord, 2° 58′ 33″ est | « PA00086952 » | Inscrit MH | 1930               | Église Notre-Dame-de-l'Assomption d'Esmans                      |
| Église Sainte-Catherine d'Everly                                | Everly                      |         | 48° 27′ 59″ nord, 3° 15′ 03″ est |                | |                    | Église Sainte-Catherine d'Everly                                |
| Église Sainte-Fare de Faremoutiers                              | Faremoutiers                |         | 48° 48′ 05″ nord, 2° 59′ 53″ est | « PA00086955 » | Classé MH | 1984               | Église Sainte-Fare de Faremoutiers                              |
| Église Saint-Martin de Favières                                 | Favières                    |         | 48° 45′ 48″ nord, 2° 46′ 27″ est |                | |                    | Église Saint-Martin de Favières                                 |
| Église Saint-Sulpice de Faÿ-lès-Nemours                         | Faÿ-lès-Nemours             |         | 48° 13′ 56″ nord, 2° 41′ 03″ est | « PA00086957 » | Inscrit MH | 1926               | Église Saint-Sulpice de Faÿ-lès-Nemours                         |
| Église Saint-Rémy de Ferrières-en-Brie                          | Ferrières-en-Brie           |         | 48° 49′ 16″ nord, 2° 42′ 15″ est | « PA00086960 » | Classé MH | 1847               | Église Saint-Rémy de Ferrières-en-Brie                          |
| Église Notre-Dame-de-l'Assomption de Flagy                      | Flagy                       |         | 48° 18′ 44″ nord, 2° 55′ 21″ est | « PA00086963 » | Inscrit MH | 1946               | Église Notre-Dame-de-l'Assomption de Flagy                      |
| Église Notre-Dame-de-l'Assomption de Fleury-en-Bière            | Fleury-en-Bière             |         | 48° 26′ 48″ nord, 2° 32′ 54″ est | « PA00086965 » | Inscrit MH | 1926               | Église Notre-Dame-de-l'Assomption de Fleury-en-Bière            |
| Église Saint-Prix de Fontaine-Fourches                          | Fontaine-Fourches           |         | 48° 24′ 35″ nord, 3° 24′ 04″ est |                | |                    | Église Saint-Prix de Fontaine-Fourches                          |
| Église Saint-Martin de Fontaine-le-Port                         | Fontaine-le-Port            |         | 48° 29′ 12″ nord, 2° 45′ 31″ est | « PA00086966 » | Inscrit MH | 1949               | Église Saint-Martin de Fontaine-le-Port                         |
| Église Saint-Louis de Fontainebleau                             | Fontainebleau               |         | 48° 24′ 20″ nord, 2° 42′ 05″ est | « PA00086976 » | Inscrit MH | 1949               | Église Saint-Louis de Fontainebleau                             |
| Église Saint-Jacques de Fontains                                | Fontains                    |         | 48° 31′ 36″ nord, 3° 00′ 06″ est | « PA00087005 » | Inscrit MH | 1926               | Église Saint-Jacques de Fontains                                |
| Église Saint-Fiacre de Fontenailles                             | Fontenailles                |         | 48° 33′ 24″ nord, 2° 57′ 15″ est |                | |                    | Église Saint-Fiacre de Fontenailles                             |
| Église Saint-Martin de Fontenay-Trésigny                        | Fontenay-Trésigny           |         | 48° 42′ 27″ nord, 2° 51′ 45″ est | « PA00087349 » | Inscrit MH | 1991               | Église Saint-Martin de Fontenay-Trésigny                        |
| Église Sainte-Madeleine de Forfry                               | Forfry                      |         | 49° 03′ 27″ nord, 2° 50′ 52″ est |                | |                    | Église Sainte-Madeleine de Forfry                               |
| Église Saint-Baudel de Forges                                   | Forges                      |         | 48° 25′ 09″ nord, 2° 57′ 39″ est |                | |                    | Église Saint-Baudel de Forges                                   |
| Église Sainte-Marie-Madeleine de Fouju                          | Fouju                       |         | 48° 35′ 06″ nord, 2° 46′ 41″ est |                | |                    | Église Sainte-Marie-Madeleine de Fouju                          |
| Église Saint-Sulpice de Fresnes-sur-Marne                       | Fresnes-sur-Marne           |         | 48° 56′ 16″ nord, 2° 44′ 29″ est |                | |                    | Église Saint-Sulpice de Fresnes-sur-Marne                       |
| Église Saint-Martin de Fromont                                  | Fromont                     |         | 48° 15′ 19″ nord, 2° 30′ 12″ est | « PA00087007 » | Inscrit MH | 1926               | Église Saint-Martin de Fromont                                  |
| Église Saint-Blaise de Frétoy                                   | Frétoy                      |         | 48° 42′ 16″ nord, 3° 11′ 53″ est |                | |                    | Église Saint-Blaise de Frétoy                                   |
| Église Saint-Éloi de Fublaines                                  | Fublaines                   |         | 48° 56′ 14″ nord, 2° 56′ 12″ est |                | |                    | Église Saint-Éloi de Fublaines                                  |
| Église Sainte-Osmanne de Féricy                                 | Féricy                      |         | 48° 27′ 35″ nord, 2° 48′ 00″ est | « PA00086958 » | Classé MH | 1930               | Église Sainte-Osmanne de Féricy                                 |
| Église Saint-Germain-d'Auxerre de Férolles                      | Férolles-Attilly            |         | 48° 44′ 00″ nord, 2° 37′ 31″ est |                | |                    | Église Saint-Germain-d'Auxerre de Férolles                      |
| Église Saint-Martin de Garentreville                            | Garentreville               |         | 48° 14′ 10″ nord, 2° 32′ 56″ est |                | |                    | Église Saint-Martin de Garentreville                            |
| Église Saint-Étienne de Gastins                                 | Gastins                     |         | 48° 37′ 39″ nord, 3° 01′ 14″ est |                | |                    | Image manquante Téléverser                                      |
| Église Saint-Barthélemy de Germigny-l'Évêque                    | Germigny-l'Évêque           |         | 48° 59′ 37″ nord, 2° 56′ 45″ est |                | |                    | Église Saint-Barthélemy de Germigny-l'Évêque                    |
| Église Notre-Dame-de-l'Assomption de Germigny-sous-Coulombs     | Germigny-sous-Coulombs      |         | 49° 03′ 52″ nord, 3° 09′ 31″ est |                | |                    | Église Notre-Dame-de-l'Assomption de Germigny-sous-Coulombs     |
| Église Saint-Laurent de Gesvres-le-Chapitre                     | Gesvres-le-Chapitre         |         | 49° 02′ 38″ nord, 2° 51′ 01″ est |                | |                    | Église Saint-Laurent de Gesvres-le-Chapitre                     |
| Église Saint-Pierre de Giremoutiers                             | Giremoutiers                |         | 48° 50′ 33″ nord, 3° 01′ 47″ est |                | |                    | Église Saint-Pierre de Giremoutiers                             |
| Église Notre-Dame-de-l'Assomption de Gironville                 | Gironville                  |         | 48° 11′ 05″ nord, 2° 31′ 45″ est |                | |                    | Église Notre-Dame-de-l'Assomption de Gironville                 |
| Église Saints-Savinien-et-Potentien de Gouaix                   | Gouaix                      |         | 48° 29′ 02″ nord, 3° 17′ 41″ est |                | |                    | Église Saints-Savinien-et-Potentien de Gouaix                   |
| Église Saint-Germain de Gouvernes                               | Gouvernes                   |         | 48° 51′ 42″ nord, 2° 41′ 45″ est | « PA77000025 » | Inscrit MH La petite salle des catéchismes, avec ses peintures, attenante à l'église paroissiale | 2009               | Église Saint-Germain de Gouvernes                               |
| Église Saint-Denis de Grandpuits                                | Grandpuits-Bailly-Carrois   |         | 48° 35′ 05″ nord, 2° 58′ 03″ est |                | |                    | Église Saint-Denis de Grandpuits                                |
| Église Saint-Éloi de Bailly-Carrois                             | Grandpuits-Bailly-Carrois   |         | 48° 34′ 50″ nord, 2° 59′ 20″ est |                | |                    | Église Saint-Éloi de Bailly-Carrois                             |
| Église Saint-Maurice de Gravon                                  | Gravon                      |         | 48° 23′ 55″ nord, 3° 07′ 11″ est |                | Patrimoine d'intérêt régional | 2021               | Église Saint-Maurice de Gravon                                  |
| Église Saint-Denis de Gressy                                    | Gressy                      |         | 48° 57′ 56″ nord, 2° 40′ 25″ est |                | |                    | Église Saint-Denis de Gressy                                    |
| Église Saint-Jean-Baptiste de Gretz-Armainvilliers              | Gretz-Armainvilliers        |         | 48° 44′ 23″ nord, 2° 44′ 20″ est |                | |                    | Église Saint-Jean-Baptiste de Gretz-Armainvilliers              |
| Église Notre-Dame-et-Saint-Laurent de Grez-sur-Loing            | Grez-sur-Loing              |         | 48° 18′ 56″ nord, 2° 41′ 28″ est | « PA00087018 » | Classé MH | 1907               | Église Notre-Dame-et-Saint-Laurent de Grez-sur-Loing            |
| Église Notre-Dame-des-Roses de Grisy-Suisnes                    | Grisy-Suisnes               |         | 48° 41′ 07″ nord, 2° 39′ 52″ est | « EA77000003 » | |                    | Église Notre-Dame-des-Roses de Grisy-Suisnes                    |
| Église Saint-Médard de Grisy-sur-Seine                          | Grisy-sur-Seine             |         | 48° 26′ 21″ nord, 3° 19′ 07″ est |                | |                    | Église Saint-Médard de Grisy-sur-Seine                          |
| Église Notre-Dame-de-l'Assomption de Guercheville               | Guercheville                |         | 48° 15′ 40″ nord, 2° 33′ 34″ est | « PA00087024 » | Classé MH | 1947               | Église Notre-Dame-de-l'Assomption de Guercheville               |
| Église Saint-Jacques-le-Majeur de Guermantes                    | Guermantes                  |         | 48° 51′ 16″ nord, 2° 42′ 16″ est |                | |                    | Église Saint-Jacques-le-Majeur de Guermantes                    |
| Église Saint-Jacques-le-Mineur de Guignes                       | Guignes                     |         | 48° 38′ 14″ nord, 2° 47′ 51″ est | « PA00087027 » | Inscrit MH | 1926               | Église Saint-Jacques-le-Mineur de Guignes                       |
| Ancienne église Saint-Jacques de Gurcy-le-Châtel                | Gurcy-le-Châtel             |         | 48° 28′ 19″ nord, 3° 05′ 09″ est | « PA00087028 » | Inscrit MH | 1931               | Ancienne église Saint-Jacques de Gurcy-le-Châtel                |
| Église Saint-Jacques-le-Majeur de Gurcy-le-Châtel               | Gurcy-le-Châtel             |         | 48° 28′ 13″ nord, 3° 05′ 23″ est |                | |                    | Église Saint-Jacques-le-Majeur de Gurcy-le-Châtel               |
| Église Saint-Pancrace de Chalautre-la-Reposte                   | Gurcy-le-Châtel             |         | 48° 28′ 49″ nord, 3° 05′ 33″ est |                | |                    | Image manquante Téléverser                                      |
| Église Saint-Georges de Guérard                                 | Guérard                     |         | 48° 49′ 26″ nord, 2° 57′ 28″ est |                | |                    | Église Saint-Georges de Guérard                                 |
| Église Saint-Éloi d'Hautefeuille                                | Hautefeuille                |         | 48° 45′ 58″ nord, 2° 58′ 03″ est |                | |                    | Église Saint-Éloi d'Hautefeuille                                |
| Église Saints-Pierre-et-Paul d'Hermé                            | Hermé                       |         | 48° 28′ 58″ nord, 3° 20′ 48″ est |                | |                    | Église Saints-Pierre-et-Paul d'Hermé                            |
| Église Saint-Loup d'Hondevilliers                               | Hondevilliers               |         | 48° 54′ 03″ nord, 3° 18′ 30″ est |                | |                    | Église Saint-Loup d'Hondevilliers                               |
| Église Sainte-Geneviève d'Héricy                                | Héricy                      |         | 48° 26′ 57″ nord, 2° 45′ 58″ est | « PA00087030 » | Classé MH | 1908               | Église Sainte-Geneviève d'Héricy                                |
| Église Saint-Vincent d'Ichy                                     | Ichy                        |         | 48° 12′ 08″ nord, 2° 32′ 49″ est |                | |                    | Église Saint-Vincent d'Ichy                                     |
| Église Saint-Caprais d'Isles-les-Meldeuses                      | Isles-les-Meldeuses         |         | 48° 59′ 57″ nord, 3° 00′ 13″ est |                | |                    | Église Saint-Caprais d'Isles-les-Meldeuses                      |
| Église Saint-Maurice d'Isles-lès-Villenoy                       | Isles-lès-Villenoy          |         | 48° 54′ 42″ nord, 2° 49′ 34″ est |                | |                    | Église Saint-Maurice d'Isles-lès-Villenoy                       |
| Église Saint-Martin d'Iverny                                    | Iverny                      |         | 48° 59′ 58″ nord, 2° 47′ 16″ est |                | |                    | Église Saint-Martin d'Iverny                                    |
| Église Saint-Sidoine de Jablines                                | Jablines                    |         | 48° 55′ 06″ nord, 2° 45′ 52″ est |                | |                    | Église Saint-Sidoine de Jablines                                |
| Église Sainte-Geneviève de Jaignes                              | Jaignes                     |         | 48° 59′ 33″ nord, 3° 03′ 09″ est |                | |                    | Église Sainte-Geneviève de Jaignes                              |
| Église Saint-Pierre de Jaulnes                                  | Jaulnes                     |         | 48° 25′ 05″ nord, 3° 16′ 20″ est | « PA00087035 » | Classé MH | 1931               | Église Saint-Pierre de Jaulnes                                  |
| Église Sainte-Geneviève de Jossigny                             | Jossigny                    |         | 48° 50′ 18″ nord, 2° 45′ 10″ est |                | |                    | Église Sainte-Geneviève de Jossigny                             |
| Église Saint-Pierre-et-Saint-Paul à Jouarre                     | Jouarre                     |         | 48° 55′ 39″ nord, 3° 07′ 52″ est | « PA00087040 » | Inscrit MH | 1942               | Église Saint-Pierre-et-Saint-Paul à Jouarre                     |
| Abbatiale de l'abbaye Notre-Dame de Jouarre                     | Jouarre                     |         | 48° 55′ 36″ nord, 3° 07′ 53″ est |                | |                    | Image manquante Téléverser                                      |
| Église Saint-Aubin de Jouy-le-Châtel                            | Jouy-le-Châtel              |         | 48° 39′ 56″ nord, 3° 07′ 46″ est | « PA00087041 » | Inscrit MH | 1926               | Église Saint-Aubin de Jouy-le-Châtel                            |
| Église Saint-Pierre-Saint-Paul de Jouy-sur-Morin                | Jouy-sur-Morin              |         | 48° 47′ 41″ nord, 3° 16′ 19″ est | « PA00087042 » | Inscrit MH | 1927               | Église Saint-Pierre-Saint-Paul de Jouy-sur-Morin                |
| Église Saint-Étienne de Juilly                                  | Juilly                      |         | 49° 00′ 42″ nord, 2° 42′ 18″ est |                | |                    | Église Saint-Étienne de Juilly                                  |
| Église Saint-Hubert-et-Saint-Roch de Jutigny                    | Jutigny                     |         | 48° 29′ 59″ nord, 3° 13′ 57″ est |                | |                    | Église Saint-Hubert-et-Saint-Roch de Jutigny                    |
| Église Saint-Hubert-et-Saint-Roch de Jutigny                    | Jutigny                     |         | 48° 29′ 59″ nord, 3° 13′ 57″ est |                | |                    | Église Saint-Hubert-et-Saint-Roch de Jutigny                    |
| Église Notre-Dame-de-la-Nativité de La Brosse-Montceaux         | La Brosse-Montceaux         |         | 48° 20′ 27″ nord, 3° 01′ 29″ est |                | |                    | Église Notre-Dame-de-la-Nativité de La Brosse-Montceaux         |
| Église Saint-Sulpice de La Celle-sur-Morin                      | La Celle-sur-Morin          |         | 48° 48′ 20″ nord, 2° 58′ 03″ est |                | |                    | Église Saint-Sulpice de La Celle-sur-Morin                      |
| Église Saint-Pierre de La Celle-sur-Morin                       | La Celle-sur-Morin          |         | 48° 48′ 26″ nord, 2° 57′ 57″ est |                | |                    | Image manquante Téléverser                                      |
| Église Saint-Martin-et-Sainte-Catherine de La Chapelle-Gauthier | La Chapelle-Gauthier        |         | 48° 33′ 01″ nord, 2° 54′ 01″ est | « PA00086863 » | Inscrit MH | 1931               | Église Saint-Martin-et-Sainte-Catherine de La Chapelle-Gauthier |
| Église Saint-Léger de La Chapelle-Iger                          | La Chapelle-Iger            |         | 48° 39′ 10″ nord, 2° 59′ 20″ est |                | |                    | Image manquante Téléverser                                      |
| Église Saint-Antoine-et-Saint-Sulpice de La Chapelle-Moutils    | La Chapelle-Moutils         |         | 48° 46′ 30″ nord, 3° 23′ 29″ est |                | |                    | Église Saint-Antoine-et-Saint-Sulpice de La Chapelle-Moutils    |
| Église Saint-Bon de La Chapelle-Rablais                         | La Chapelle-Rablais         |         | 48° 30′ 43″ nord, 2° 58′ 17″ est |                | |                    | Église Saint-Bon de La Chapelle-Rablais                         |
| Église Saint-Sulpice de La Chapelle-Saint-Sulpice               | La Chapelle-Saint-Sulpice   |         | 48° 33′ 11″ nord, 3° 10′ 40″ est |                | |                    | Église Saint-Sulpice de La Chapelle-Saint-Sulpice               |
| Église Sainte-Geneviève de La Chapelle-la-Reine                 | La Chapelle-la-Reine        |         | 48° 18′ 57″ nord, 2° 34′ 06″ est | « PA00086864 » | Classé MH Porte de la sacristie | 1862               | Église Sainte-Geneviève de La Chapelle-la-Reine                 |
| Église Saint-Loup-de-Sens de La Croix-en-Brie                   | La Croix-en-Brie            |         | 48° 35′ 36″ nord, 3° 04′ 35″ est | « PA00086918 » | Inscrit MH | 1963               | Église Saint-Loup-de-Sens de La Croix-en-Brie                   |
| Ancienne église du prieuré Saint-Martin de La Ferté-Gaucher     | La Ferté-Gaucher            |         | 48° 46′ 49″ nord, 3° 18′ 32″ est | « PA77000021 » | Inscrit MH | 2004               | Ancienne église du prieuré Saint-Martin de La Ferté-Gaucher     |
| Église Saint-Romain de La Ferté-Gaucher                         | La Ferté-Gaucher            |         | 48° 46′ 53″ nord, 3° 18′ 21″ est |                | |                    | Église Saint-Romain de La Ferté-Gaucher                         |
| Église Saint-Denis de La Ferté-sous-Jouarre                     | La Ferté-sous-Jouarre       |         | 48° 56′ 58″ nord, 3° 07′ 44″ est |                | |                    | Église Saint-Denis de La Ferté-sous-Jouarre                     |
| Église Saint-Martin de La Genevraye                             | La Genevraye                |         | 48° 19′ 15″ nord, 2° 45′ 00″ est | « PA00087009 » | Classé MH | 1975               | Église Saint-Martin de La Genevraye                             |
| Église Saint-Germain-de-Paris de La Grande-Paroisse             | La Grande-Paroisse          |         | 48° 22′ 51″ nord, 2° 54′ 12″ est | « PA00087012 » | Inscrit MH | 1926               | Église Saint-Germain-de-Paris de La Grande-Paroisse             |
| Église Notre-Dame-de-la-Nativité de La Haute-Maison             | La Haute-Maison             |         | 48° 52′ 56″ nord, 2° 59′ 59″ est |                | |                    | Église Notre-Dame-de-la-Nativité de La Haute-Maison             |
| Église Saint-Nicolas de La Houssaye-en-Brie                     | La Houssaye-en-Brie         |         | 48° 45′ 13″ nord, 2° 52′ 27″ est |                | |                    | Église Saint-Nicolas de La Houssaye-en-Brie                     |
| Église Sainte-Madeleine de La Madeleine-sur-Loing               | La Madeleine-sur-Loing      |         | 48° 12′ 13″ nord, 2° 42′ 22″ est | « PA00087073 » | Inscrit MH | 1926               | Église Sainte-Madeleine de La Madeleine-sur-Loing               |
| Église Notre-Dame-de-la-Visitation de La Rochette               | La Rochette                 |         | 48° 30′ 27″ nord, 2° 39′ 43″ est |                | |                    | Église Notre-Dame-de-la-Visitation de La Rochette               |
| Église Saint-Laurent de La Tombe                                | La Tombe                    |         | 48° 23′ 18″ nord, 3° 05′ 25″ est |                | |                    | Église Saint-Laurent de La Tombe                                |
| Église Saint-Christophe de La Trétoire                          | La Trétoire                 |         | 48° 52′ 26″ nord, 3° 15′ 05″ est |                | |                    | Église Saint-Christophe de La Trétoire                          |
| Église Saint-Furcy de Lagny-sur-Marne                           | Lagny-sur-Marne             |         | 48° 52′ 39″ nord, 2° 42′ 15″ est | « PA00087045 » | Classé MH | 1982               | Église Saint-Furcy de Lagny-sur-Marne                           |
| Abbatiale Notre-Dame-des-Ardents et Saint-Pierre                | Lagny-sur-Marne             |         | 48° 52′ 44″ nord, 2° 42′ 27″ est | « PA00087044 » | Classé MH | 1886               | Abbatiale Notre-Dame-des-Ardents et Saint-Pierre                |
| Église Saint-Michel d'Orly Parc                                 | Lagny-sur-Marne             |         | 48° 52′ 25″ nord, 2° 43′ 08″ est |                | |                    | Image manquante Téléverser                                      |
| Basilique Saint-Mathurin de Larchant                            | Larchant                    |         | 48° 17′ 02″ nord, 2° 35′ 46″ est | « PA00087053 » | Classé MH | 1846               | Basilique Saint-Mathurin de Larchant                            |
| Église Saint-Laurent de Laval-en-Brie                           | Laval-en-Brie               |         | 48° 25′ 26″ nord, 2° 59′ 53″ est | « PA00087056 » | Classé MH | 1908               | Église Saint-Laurent de Laval-en-Brie                           |
| Église Sainte-Madeleine du Châtelet-en-Brie                     | Le Châtelet-en-Brie         |         | 48° 30′ 18″ nord, 2° 47′ 39″ est | « PA00086878 » | Classé MH | 1921               | Église Sainte-Madeleine du Châtelet-en-Brie                     |
| Église Saint-Martin du Mesnil-Amelot                            | Le Mesnil-Amelot            |         | 48° 01′ 02″ nord, 2° 35′ 36″ est | « PA00087103 » | Classé MH | 1911               | Église Saint-Martin du Mesnil-Amelot                            |
| Église Notre-Dame-de-la-Nativité du Mée-sur-Seine               | Le Mée-sur-Seine            |         | 48° 31′ 56″ nord, 2° 37′ 43″ est |                | |                    | Église Notre-Dame-de-la-Nativité du Mée-sur-Seine               |
| Église Saint-Antoine du Pin                                     | Le Pin                      |         | 48° 54′ 53″ nord, 2° 37′ 49″ est |                | |                    | Église Saint-Antoine du Pin                                     |
| Église Saint-Nicolas du Plessis-Feu-Aussoux                     | Le Plessis-Feu-Aussoux      |         | 48° 42′ 55″ nord, 3° 02′ 01″ est |                | |                    | Église Saint-Nicolas du Plessis-Feu-Aussoux                     |
| Église Saint-Victor du Plessis-Placy                            | Le Plessis-Placy            |         | 49° 03′ 14″ nord, 2° 59′ 20″ est | « PA00087194 » | Inscrit MH | 1986               | Église Saint-Victor du Plessis-Placy                            |
| Église Saint-Nicolas du Plessis-aux-Bois                        | Le Plessis-aux-Bois         |         | 49° 00′ 13″ nord, 2° 46′ 07″ est |                | |                    | Église Saint-Nicolas du Plessis-aux-Bois                        |
| Église Notre-Dame-de-la-Nativité du Plessis-l'Évêque            | Le Plessis-l'Évêque         |         | 49° 00′ 29″ nord, 2° 47′ 03″ est |                | |                    | Église Notre-Dame-de-la-Nativité du Plessis-l'Évêque            |
| Église Saint-Loup-de-Sens du Vaudoué                            | Le Vaudoué                  |         | 48° 21′ 16″ nord, 2° 31′ 07″ est |                | |                    | Église Saint-Loup-de-Sens du Vaudoué                            |
| Église Saint-Vincent des Chapelles-Bourbon                      | Les Chapelles-Bourbon       |         | 48° 44′ 28″ nord, 2° 50′ 28″ est |                | |                    | Église Saint-Vincent des Chapelles-Bourbon                      |
| Église Saint-Hubert des Marêts                                  | Les Marêts                  |         | 48° 40′ 15″ nord, 3° 18′ 50″ est | « PA00087079 » | Classé MH | 1920               | Église Saint-Hubert des Marêts                                  |
| Église Notre-Dame-de-l'Assomption des Ormes-sur-Voulzie         | Les Ormes-sur-Voulzie       |         | 48° 27′ 42″ nord, 3° 13′ 39″ est |                | |                    | Église Notre-Dame-de-l'Assomption des Ormes-sur-Voulzie         |
| Église Saint-Laurent des Écrennes                               | Les Écrennes                |         | 48° 30′ 12″ nord, 2° 51′ 26″ est | « PA00086939 » | Inscrit MH | 1972               | Église Saint-Laurent des Écrennes                               |
| Église Notre-Dame-de-la-Nativité de Lescherolles                | Lescherolles                |         | 48° 45′ 44″ nord, 3° 20′ 44″ est | « PA00087057 » | Classé MH | 1979               | Église Notre-Dame-de-la-Nativité de Lescherolles                |
| Église Notre-Dame-de-l'Assomption de Lesches                    | Lesches                     |         | 48° 54′ 30″ nord, 2° 46′ 47″ est |                | |                    | Église Notre-Dame-de-l'Assomption de Lesches                    |
| Église Saint-Denis de Leudon-en-Brie                            | Leudon-en-Brie              |         | 48° 44′ 01″ nord, 3° 16′ 08″ est | « PA00087059 » | Inscrit MH | 1928               | Église Saint-Denis de Leudon-en-Brie                            |
| Église Saint-Quintien de Lieusaint                              | Lieusaint                   |         | 48° 37′ 52″ nord, 2° 33′ 10″ est |                | |                    | Église Saint-Quintien de Lieusaint                              |
| Église Saint-Médard de Limoges-Fourches                         | Limoges-Fourches            |         | 48° 37′ 36″ nord, 2° 39′ 53″ est |                | |                    | Église Saint-Médard de Limoges-Fourches                         |
| Église Saint-Pierre de Lissy                                    | Lissy                       |         | 48° 37′ 35″ nord, 2° 41′ 41″ est | « PA00087060 » | Inscrit MH | 1926               | Église Saint-Pierre de Lissy                                    |
| Église Saint-Étienne de Liverdy-en-Brie                         | Liverdy-en-Brie             |         | 48° 42′ 04″ nord, 2° 46′ 36″ est | « PA00133014 » | Inscrit MH Eglise, ainsi que le tombeau en forme de pyramide | 1994               | Église Saint-Étienne de Liverdy-en-Brie                         |
| Église Saint-Étienne de Livry-sur-Seine                         | Livry-sur-Seine             |         | 48° 30′ 39″ nord, 2° 41′ 06″ est |                | |                    | Église Saint-Étienne de Livry-sur-Seine                         |
| Église Saint-Georges de Lizines                                 | Lizines                     |         | 48° 31′ 39″ nord, 3° 10′ 42″ est | « PA00087061 » | Classé MH | 1913               | Église Saint-Georges de Lizines                                 |
| Église Saint-Médard de Lizy-sur-Ourcq                           | Lizy-sur-Ourcq              |         | 49° 01′ 30″ nord, 3° 01′ 08″ est | « PA00087062 » | Inscrit MH | 1942               | Église Saint-Médard de Lizy-sur-Ourcq                           |
| Église Saint-Martin de Lognes                                   | Lognes                      |         | 48° 50′ 07″ nord, 2° 37′ 40″ est |                | |                    | Église Saint-Martin de Lognes                                   |
| Église Sainte-Madeleine de Longperrier                          | Longperrier                 |         | 49° 03′ 08″ nord, 2° 39′ 50″ est |                | |                    | Église Sainte-Madeleine de Longperrier                          |
| Église Saint-Meuge-de-Lourps                                    | Longueville                 |         | 48° 30′ 33″ nord, 3° 13′ 43″ est | « PA00087063 » | Classé MH | 1913               | Église Saint-Meuge-de-Lourps                                    |
| Église du Sacré-Cœur de Longueville                             | Longueville                 |         | 48° 30′ 48″ nord, 3° 14′ 43″ est |                | |                    | Image manquante Téléverser                                      |
| Église Sainte-Anne de Lorrez-le-Bocage                          | Lorrez-le-Bocage-Préaux     |         | 48° 14′ 19″ nord, 2° 54′ 01″ est | « PA00087067 » | Inscrit MH | 1926               | Église Sainte-Anne de Lorrez-le-Bocage                          |
| Église Notre-Dame-de-la-Nativité de Préaux                      | Lorrez-le-Bocage-Préaux     |         | 48° 13′ 25″ nord, 2° 52′ 32″ est | « PA00087068 » | Inscrit MH | 1949               | Église Notre-Dame-de-la-Nativité de Préaux                      |
| Église Saint-Jean-Baptiste de Fontaine-sous-Montaiguillon       | Louan-Villegruis-Fontaine   |         | 48° 36′ 58″ nord, 3° 30′ 57″ est |                | |                    | Église Saint-Jean-Baptiste de Fontaine-sous-Montaiguillon       |
| Église Saint-Médard de Villegruis                               | Louan-Villegruis-Fontaine   |         | 48° 36′ 13″ nord, 3° 28′ 07″ est |                | |                    | Église Saint-Médard de Villegruis                               |
| Église Saints-Pierre-et-Paul de Louan                           | Louan-Villegruis-Fontaine   |         | 48° 37′ 27″ nord, 3° 28′ 47″ est |                | |                    | Image manquante Téléverser                                      |
| Église Saint-Martin-de-Braga de Luisetaines                     | Luisetaines                 |         | 48° 28′ 03″ nord, 3° 10′ 50″ est |                | |                    | Église Saint-Martin-de-Braga de Luisetaines                     |
| Église Notre-Dame-de-l'Assomption de Nesles-la-Gilberde         | Lumigny-Nesles-Ormeaux      |         | 48° 41′ 59″ nord, 2° 58′ 21″ est | « PA77000022 » | Inscrit MH | 2005               | Église Notre-Dame-de-l'Assomption de Nesles-la-Gilberde         |
| Église Saint-Pierre de Lumigny                                  | Lumigny-Nesles-Ormeaux      |         | 48° 44′ 14″ nord, 2° 57′ 07″ est |                | |                    | Église Saint-Pierre de Lumigny                                  |
| Église Saint-Pierre d'Ormeaux                                   | Lumigny-Nesles-Ormeaux      |         | 48° 43′ 08″ nord, 2° 59′ 21″ est |                | |                    | Image manquante Téléverser                                      |
| Église Saint-Germain-de-Paris de Luzancy                        | Luzancy                     |         | 48° 58′ 57″ nord, 3° 10′ 50″ est |                | |                    | Église Saint-Germain-de-Paris de Luzancy                        |
| Église Saint-Agnan de Léchelle                                  | Léchelle                    |         | 48° 34′ 39″ nord, 3° 23′ 20″ est |                | |                    | Image manquante Téléverser                                      |
| Église Saint-Yon de Lésigny                                     | Lésigny                     |         | 48° 44′ 38″ nord, 2° 36′ 57″ est | « PA00087058 » | Classé MH | 1908               | Église Saint-Yon de Lésigny                                     |
| Église Saint-Vincent de Machault                                | Machault                    |         | 48° 27′ 17″ nord, 2° 49′ 51″ est | « PA00087071 » | Inscrit MH | 1945               | Église Saint-Vincent de Machault                                |
| Église Sainte-Geneviève de Magny-le-Hongre                      | Magny-le-Hongre             |         | 48° 51′ 51″ nord, 2° 48′ 50″ est |                | |                    | Église Sainte-Geneviève de Magny-le-Hongre                      |
| Église Saint-Étienne de Maincy                                  | Maincy                      |         | 48° 33′ 01″ nord, 2° 41′ 59″ est | « PA00087075 » | Inscrit MH | 1966               | Église Saint-Étienne de Maincy                                  |
| Église Saint-Martin de Landoy                                   | Maison-Rouge                |         | 48° 32′ 21″ nord, 3° 10′ 02″ est | « PA00087077 » | Inscrit MH | 1980               | Église Saint-Martin de Landoy                                   |
| Église Saint-Augustin de Maison-Rouge                           | Maison-Rouge                |         | 48° 33′ 34″ nord, 3° 09′ 10″ est |                | |                    | Église Saint-Augustin de Maison-Rouge                           |
| Église Saint-Sulpice de Maisoncelles-en-Brie                    | Maisoncelles-en-Brie        |         | 48° 51′ 46″ nord, 2° 59′ 28″ est |                | Patrimoine d'intérêt régional | 2018               | Église Saint-Sulpice de Maisoncelles-en-Brie                    |
| Église Saint-Michel de Maisoncelles-en-Gâtinais                 | Maisoncelles-en-Gâtinais    |         | 48° 11′ 17″ nord, 2° 37′ 33″ est | « PA00087078 » | Inscrit MH Clocher | 1926               | Église Saint-Michel de Maisoncelles-en-Gâtinais                 |
| Église Notre-Dame-de-la-Nativité de Marchémoret                 | Marchémoret                 |         | 49° 03′ 01″ nord, 2° 46′ 15″ est |                | |                    | Église Notre-Dame-de-la-Nativité de Marchémoret                 |
| Église Saint-Étienne-et-Saint-Babylas de Marcilly               | Marcilly                    |         | 49° 02′ 10″ nord, 2° 52′ 40″ est |                | |                    | Église Saint-Étienne-et-Saint-Babylas de Marcilly               |
| Église Saint-Étienne de Mareuil-lès-Meaux                       | Mareuil-lès-Meaux           |         | 48° 55′ 36″ nord, 2° 51′ 33″ est |                | |                    | Église Saint-Étienne de Mareuil-lès-Meaux                       |
| Église Saint-Germain de Marles-en-Brie                          | Marles-en-Brie              |         | 48° 43′ 45″ nord, 2° 52′ 47″ est | « PA00087080 » | Classé MH | 1922               | Église Saint-Germain de Marles-en-Brie                          |
| Église Saint-Georges-et-Thomas-Beckett de Marolles-en-Brie      | Marolles-en-Brie            |         | 48° 46′ 34″ nord, 3° 09′ 50″ est |                | |                    | Église Saint-Georges-et-Thomas-Beckett de Marolles-en-Brie      |
| Église Saint-Germain-de-Paris de Marolles-sur-Seine             | Marolles-sur-Seine          |         | 48° 23′ 11″ nord, 3° 02′ 03″ est |                | |                    | Église Saint-Germain-de-Paris de Marolles-sur-Seine             |
| Église Saint-Germain-de-Paris de Mary-sur-Marne                 | Mary-sur-Marne              |         | 49° 00′ 57″ nord, 3° 01′ 36″ est |                | |                    | Église Saint-Germain-de-Paris de Mary-sur-Marne                 |
| Église Saint-Pierre de Mauperthuis                              | Mauperthuis                 |         | 48° 46′ 04″ nord, 3° 02′ 21″ est | « PA00087084 » | Inscrit MH Façade occidentale avec le clocher ; Inscrit MH Eglise | 1983 ; 1996        | Église Saint-Pierre de Mauperthuis                              |
| Église Saint-Jean-Baptiste de Mauregard                         | Mauregard                   |         | 49° 02′ 01″ nord, 2° 34′ 53″ est |                | |                    | Église Saint-Jean-Baptiste de Mauregard                         |
| Église Notre-Dame-de-l'Assomption de May-en-Multien             | May-en-Multien              |         | 49° 04′ 27″ nord, 3° 01′ 40″ est | « PA00087086 » | Classé MH | 1911               | Église Notre-Dame-de-l'Assomption de May-en-Multien             |
| Cathédrale Saint-Étienne de Meaux                               | Meaux                       |         | 48° 57′ 36″ nord, 2° 52′ 44″ est | « PA00087087 » | Classé MH | 1840               | Cathédrale Saint-Étienne de Meaux                               |
| Église Saint-Christophe de Meaux                                | Meaux                       |         | 48° 57′ 31″ nord, 2° 52′ 48″ est | « PA00087088 » | Inscrit MH Portail | 1970               | Église Saint-Christophe de Meaux                                |
| Église Notre-Dame-du-Marché de Meaux                            | Meaux                       |         | 48° 57′ 18″ nord, 2° 52′ 48″ est | « IA77000619 » | |                    | Église Notre-Dame-du-Marché de Meaux                            |
| Église Saint-Damien-de-Veuster de Beauval                       | Meaux                       |         | 48° 56′ 57″ nord, 2° 54′ 44″ est |                | |                    | Image manquante Téléverser                                      |
| Église Saint-Jean-Bosco de Meaux                                | Meaux                       |         | 48° 57′ 00″ nord, 2° 53′ 36″ est |                | |                    | Image manquante Téléverser                                      |
| Église Saint-Nicolas de Meaux                                   | Meaux                       |         | 48° 57′ 32″ nord, 2° 53′ 06″ est |                | |                    | Église Saint-Nicolas de Meaux                                   |
| Église Notre-Dame-de-la-Nativité de Meigneux                    | Meigneux                    |         | 48° 30′ 41″ nord, 3° 06′ 13″ est |                | |                    | Église Notre-Dame-de-la-Nativité de Meigneux                    |
| Église Saints-Pierre-et-Paul de Meilleray                       | Meilleray                   |         | 48° 47′ 20″ nord, 3° 25′ 20″ est |                | |                    | Église Saints-Pierre-et-Paul de Meilleray                       |
| Collégiale Notre-Dame de Melun                                  | Melun                       |         | 48° 32′ 08″ nord, 2° 39′ 37″ est | « PA00087096 » | Classé MH | 1840               | Collégiale Notre-Dame de Melun                                  |
| Église Saint-Aspais de Melun                                    | Melun                       |         | 48° 32′ 20″ nord, 2° 39′ 33″ est | « PA00087097 » | Classé MH | 1914               | Église Saint-Aspais de Melun                                    |
| Église Saint-Barthélemy de Melun                                | Melun                       |         | 48° 32′ 30″ nord, 2° 39′ 21″ est | « PA00087098 » | Inscrit MH Tour | 1946               | Église Saint-Barthélemy de Melun                                |
| Église de l'Immaculée-Conception de Melun                       | Melun                       |         | 48° 32′ 29″ nord, 2° 39′ 37″ est |                | |                    | Image manquante Téléverser                                      |
| Église Saint-Étienne de Melun                                   | Melun                       |         | 48° 32′ 09″ nord, 2° 39′ 35″ est |                | |                    | Image manquante Téléverser                                      |
| Église Saint-Liesne de Melun                                    | Melun                       |         | 48° 32′ 29″ nord, 2° 40′ 11″ est |                | |                    | Image manquante Téléverser                                      |
| Église Saint-Phale de Melz-sur-Seine                            | Melz-sur-Seine              |         | 48° 29′ 55″ nord, 3° 25′ 12″ est |                | |                    | Image manquante Téléverser                                      |
| Église Saint-Pierre de Messy                                    | Messy                       |         | 48° 58′ 03″ nord, 2° 42′ 00″ est |                | |                    | Église Saint-Pierre de Messy                                    |
| Église Saint-Martin de Misy-sur-Yonne                           | Misy-sur-Yonne              |         | 48° 21′ 36″ nord, 3° 05′ 24″ est | « PA00087104 » | Inscrit MH | 1926               | Église Saint-Martin de Misy-sur-Yonne                           |
| Église Saint-Martin de Mitry-Mory                               | Mitry-Mory                  |         | 48° 59′ 05″ nord, 2° 37′ 10″ est | « PA00087105 » | Classé MH | 1973               | Église Saint-Martin de Mitry-Mory                               |
| Église Notre-Dame-des-Saints-Anges de Mitry-Mory                | Mitry-Mory                  |         | 48° 57′ 17″ nord, 2° 35′ 33″ est |                | |                    | Église Notre-Dame-des-Saints-Anges de Mitry-Mory                |
| Église Saint-Martin de Moisenay                                 | Moisenay                    |         | 48° 33′ 43″ nord, 2° 44′ 07″ est | « PA00087107 » | Classé MH | 1899               | Église Saint-Martin de Moisenay                                 |
| Église Notre-Dame-de-l'Assomption de Moissy-Cramayel            | Moissy-Cramayel             |         | 48° 37′ 38″ nord, 2° 35′ 36″ est | « PA00087109 » | Inscrit MH | 1926               | Église Notre-Dame-de-l'Assomption de Moissy-Cramayel            |
| Église Saint-Étienne de Mondreville                             | Mondreville                 |         | 48° 08′ 37″ nord, 2° 36′ 36″ est | « PA00087110 » | Classé MH | 1999               | Église Saint-Étienne de Mondreville                             |
| Église Saint-Martin de Mons-en-Montois                          | Mons-en-Montois             |         | 48° 29′ 19″ nord, 3° 08′ 41″ est | « PA00087111 » | Classé MH | 1922               | Église Saint-Martin de Mons-en-Montois                          |
| Église Notre-Dame-de-l'Assomption de Montceaux-lès-Meaux        | Montceaux-lès-Meaux         |         | 48° 56′ 28″ nord, 2° 59′ 08″ est |                | |                    | Église Notre-Dame-de-l'Assomption de Montceaux-lès-Meaux        |
| Église Saint-Germain de Montceaux-lès-Provins                   | Montceaux-lès-Provins       |         | 48° 41′ 42″ nord, 3° 26′ 11″ est | « PA00087114 » | Inscrit MH Eglise, sauf parties classées ; Classé MH Nef ; clocher ; les deux travées de bas-côtés de part et d'autre du clocher ; ruines de la partie située à l'Est du clocher : chœur et bas-côtés | 1926 ; 1978        | Église Saint-Germain de Montceaux-lès-Provins                   |
| Église Saint-Étienne de Montcourt-Fromonville                   | Montcourt-Fromonville       |         | 48° 17′ 28″ nord, 2° 41′ 48″ est | « PA00087115 » | Inscrit MH | 1926               | Église Saint-Étienne de Montcourt-Fromonville                   |
| Église Saint-Loup de Montdauphin                                | Montdauphin                 |         | 48° 51′ 05″ nord, 3° 25′ 39″ est |                | |                    | Église Saint-Loup de Montdauphin                                |
| Collégiale Notre-Dame-et-Saint-Loup de Montereau-Fault-Yonne    | Montereau-Fault-Yonne       |         | 48° 23′ 12″ nord, 2° 57′ 29″ est | « PA00087117 » | Classé MH | 1908               | Collégiale Notre-Dame-et-Saint-Loup de Montereau-Fault-Yonne    |
| Église du prieuré Saint-Martin de Montereau-Fault-Yonne         | Montereau-Fault-Yonne       |         | 48° 23′ 44″ nord, 2° 57′ 54″ est |                | |                    | Église du prieuré Saint-Martin de Montereau-Fault-Yonne         |
| Église Notre-Dame-des-Nations de Surville                       | Montereau-Fault-Yonne       |         | 48° 23′ 47″ nord, 2° 57′ 26″ est |                | |                    | Image manquante Téléverser                                      |
| Église Saint-Martin de Montereau-sur-le-Jard                    | Montereau-sur-le-Jard       |         | 48° 35′ 26″ nord, 2° 40′ 06″ est | « PA00087125 » | Inscrit MH | 1926               | Église Saint-Martin de Montereau-sur-le-Jard                    |
| Église Notre-Dame d'Aubigny                                     | Montereau-sur-le-Jard       |         | 48° 35′ 50″ nord, 2° 41′ 12″ est | « PA00087126 » | Inscrit MH | 1926               | Église Notre-Dame d'Aubigny                                     |
| Église Saint-Étienne de Montgé-en-Goële                         | Montgé-en-Goële             |         | 49° 01′ 43″ nord, 2° 44′ 52″ est |                | |                    | Église Saint-Étienne de Montgé-en-Goële                         |
| Église Saint-Georges de Monthyon                                | Monthyon                    |         | 49° 00′ 42″ nord, 2° 49′ 43″ est |                | |                    | Église Saint-Georges de Monthyon                                |
| Église Sainte-Geneviève de Montigny-Lencoup                     | Montigny-Lencoup            |         | 48° 27′ 09″ nord, 3° 03′ 40″ est | « PA00087130 » | Inscrit MH | 1927               | Église Sainte-Geneviève de Montigny-Lencoup                     |
| Église Saint-Jacques de Montigny-le-Guesdier                    | Montigny-le-Guesdier        |         | 48° 22′ 59″ nord, 3° 15′ 16″ est | « PA00087129 » | Inscrit MH | 1931               | Église Saint-Jacques de Montigny-le-Guesdier                    |
| Église Saint-Pierre-et-Saint-Paul de Montigny-sur-Loing         | Montigny-sur-Loing          |         | 48° 20′ 04″ nord, 2° 44′ 48″ est | « PA00087131 » | Inscrit MH | 1926               | Église Saint-Pierre-et-Saint-Paul de Montigny-sur-Loing         |
| Église Saint-Martin de Montmachoux                              | Montmachoux                 |         | 48° 19′ 09″ nord, 2° 59′ 44″ est | « PA00087135 » | Inscrit MH | 1926               | Église Saint-Martin de Montmachoux                              |
| Église Saint-Ferréol de Montolivet                              | Montolivet                  |         | 48° 49′ 47″ nord, 3° 26′ 26″ est |                | |                    | Église Saint-Ferréol de Montolivet                              |
| Église Notre-Dame-de-l'Assomption de Montry                     | Montry                      |         | 48° 53′ 13″ nord, 2° 49′ 38″ est |                | |                    | Église Notre-Dame-de-l'Assomption de Montry                     |
| Église Saint-Rémy de Montévrain                                 | Montévrain                  |         | 48° 52′ 34″ nord, 2° 44′ 42″ est | « PA00087128 » | Classé MH | 1928               | Église Saint-Rémy de Montévrain                                 |
| Église Notre-Dame de Moret-sur-Loing                            | Moret-Loing-et-Orvanne      |         | 48° 22′ 19″ nord, 2° 49′ 05″ est | « PA00087138 » | Classé MH | 1840               | Église Notre-Dame de Moret-sur-Loing                            |
| Église Saint-Mammès de Montarlot                                | Moret-Loing-et-Orvanne      |         | 48° 20′ 58″ nord, 2° 50′ 59″ est | « PA00087112 » | Classé MH | 1908               | Église Saint-Mammès de Montarlot                                |
| Église Saints-Philippe-et-Jacques de Veneux-les-Sablons         | Moret-Loing-et-Orvanne      |         | 48° 22′ 41″ nord, 2° 47′ 43″ est |                | |                    | Église Saints-Philippe-et-Jacques de Veneux-les-Sablons         |
| Église Saint-Rémi d'Écuelles                                    | Moret-Loing-et-Orvanne      |         | 48° 21′ 13″ nord, 2° 49′ 15″ est | « PA00086941 » | Inscrit MH | 1926               | Église Saint-Rémi d'Écuelles                                    |
| Église Saint-Pierre-aux-Liens d'Épisy                           | Moret-Loing-et-Orvanne      |         | 48° 20′ 03″ nord, 2° 47′ 04″ est | « PA00086949 » | Inscrit MH | 1926               | Église Saint-Pierre-aux-Liens d'Épisy                           |
| Église Saint-Germain-d'Auxerre de Lady                          | Mormant                     |         | 48° 35′ 03″ nord, 2° 53′ 46″ est | « PA00087150 » | Inscrit MH | 1941               | Église Saint-Germain-d'Auxerre de Lady                          |
| Église Saint-Germain-d'Auxerre de Mormant                       | Mormant                     |         | 48° 36′ 26″ nord, 2° 53′ 23″ est |                | |                    | Église Saint-Germain-d'Auxerre de Mormant                       |
| Église Saint-Nicolas de Mortcerf                                | Mortcerf                    |         | 48° 47′ 22″ nord, 2° 54′ 57″ est |                | |                    | Église Saint-Nicolas de Mortcerf                                |
| Église Saint-Remi de Mouroux                                    | Mouroux                     |         | 48° 49′ 31″ nord, 3° 02′ 15″ est |                | |                    | Église Saint-Remi de Mouroux                                    |
| Église Notre-Dame-de-l'Assomption de Mousseaux-lès-Bray         | Mousseaux-lès-Bray          |         | 48° 24′ 35″ nord, 3° 13′ 41″ est |                | |                    | Église Notre-Dame-de-l'Assomption de Mousseaux-lès-Bray         |
| Église Saint-Vincent de Moussy-le-Neuf                          | Moussy-le-Neuf              |         | 49° 03′ 51″ nord, 2° 36′ 15″ est | « PA00087152 » | Classé MH | 1979               | Église Saint-Vincent de Moussy-le-Neuf                          |
| Église priorale Sainte-Opportune de Moussy-le-Neuf              | Moussy-le-Neuf              |         | 49° 03′ 48″ nord, 2° 36′ 13″ est |                | |                    | Église priorale Sainte-Opportune de Moussy-le-Neuf              |
| Église Saint-Martin de Moussy-le-Vieux                          | Moussy-le-Vieux             |         | 49° 02′ 45″ nord, 2° 37′ 29″ est | « PA00087153 » | Inscrit MH | 1980               | Église Saint-Martin de Moussy-le-Vieux                          |
| Église Sainte-Geneviève de Mouy-sur-Seine                       | Mouy-sur-Seine              |         | 48° 25′ 11″ nord, 3° 14′ 27″ est | « PA00087154 » | Inscrit MH | 1928               | Église Sainte-Geneviève de Mouy-sur-Seine                       |
| Église Saint-Rémi de Méry-sur-Marne                             | Méry-sur-Marne              |         | 48° 57′ 57″ nord, 3° 12′ 09″ est |                | |                    | Église Saint-Rémi de Méry-sur-Marne                             |
| Église Saint-Léger de Nandy                                     | Nandy                       |         | 48° 34′ 49″ nord, 2° 34′ 00″ est | « PA00087156 » | Inscrit MH | 1926               | Église Saint-Léger de Nandy                                     |
| Église Saint-Martin-et-Saint-Magne de Nangis                    | Nangis                      |         | 48° 33′ 18″ nord, 3° 00′ 50″ est | « PA00087157 » | Classé MH | 1989               | Église Saint-Martin-et-Saint-Magne de Nangis                    |
| Église Saint-Martin de Nanteau-sur-Essonne                      | Nanteau-sur-Essonne         |         | 48° 18′ 57″ nord, 2° 25′ 13″ est |                | |                    | Église Saint-Martin de Nanteau-sur-Essonne                      |
| Église Notre-Dame-de-l'Assomption de Nanteau-sur-Lunain         | Nanteau-sur-Lunain          |         | 48° 15′ 27″ nord, 2° 48′ 36″ est |                | |                    | Église Notre-Dame-de-l'Assomption de Nanteau-sur-Lunain         |
| Église Saint-Georges de Nanteuil-lès-Meaux                      | Nanteuil-lès-Meaux          |         | 48° 55′ 45″ nord, 2° 53′ 52″ est |                | |                    | Image manquante Téléverser                                      |
| Église Sainte-Marguerite de Nanteuil-sur-Marne                  | Nanteuil-sur-Marne          |         | 48° 58′ 43″ nord, 3° 13′ 10″ est |                | |                    | Église Sainte-Marguerite de Nanteuil-sur-Marne                  |
| Église Saint-Denis de Nantouillet                               | Nantouillet                 |         | 49° 00′ 05″ nord, 2° 42′ 14″ est | « PA00087161 » | Classé MH | 1999               | Église Saint-Denis de Nantouillet                               |
| Église Saint-Jean-Baptiste de Nemours                           | Nemours                     |         | 48° 16′ 02″ nord, 2° 41′ 48″ est | « PA00087163 » | Classé MH | 1977               | Église Saint-Jean-Baptiste de Nemours                           |
| Église Saint-Loup-et-Saint-Gilles de Neufmoutiers-en-Brie       | Neufmoutiers-en-Brie        |         | 48° 46′ 04″ nord, 2° 49′ 56″ est |                | |                    | Église Saint-Loup-et-Saint-Gilles de Neufmoutiers-en-Brie       |
| Église Saint-Médard de Noisiel                                  | Noisiel                     |         | 48° 51′ 17″ nord, 2° 37′ 20″ est |                | |                    | Église Saint-Médard de Noisiel                                  |
| Église Sainte-Barbe de Noisy-Rudignon                           | Noisy-Rudignon              |         | 48° 20′ 07″ nord, 2° 55′ 44″ est |                | |                    | Église Sainte-Barbe de Noisy-Rudignon                           |
| Église Notre-Dame-de-l'Assomption de Noisy-sur-École            | Noisy-sur-École             |         | 48° 22′ 01″ nord, 2° 30′ 35″ est | « PA00087178 » | Classé MH | 1923               | Église Notre-Dame-de-l'Assomption de Noisy-sur-École            |
| Église Saint-Michel de Nonville                                 | Nonville                    |         | 48° 16′ 55″ nord, 2° 47′ 39″ est |                | |                    | Église Saint-Michel de Nonville                                 |
| Église Notre-Dame-de-l'Assomption de Noyen-sur-Seine            | Noyen-sur-Seine             |         | 48° 27′ 13″ nord, 3° 21′ 06″ est |                | |                    | Église Notre-Dame-de-l'Assomption de Noyen-sur-Seine            |
| Église Saint-Vincent-de-Paris d'Obsonville                      | Obsonville                  |         | 48° 13′ 01″ nord, 2° 33′ 38″ est |                | |                    | Église Saint-Vincent-de-Paris d'Obsonville                      |
| Église Saint-Étienne d'Ocquerre                                 | Ocquerre                    |         | 49° 02′ 16″ nord, 3° 03′ 27″ est |                | |                    | Église Saint-Étienne d'Ocquerre                                 |
| Église Saint-Germain-d'Auxerre d'Oissery                        | Oissery                     |         | 49° 04′ 11″ nord, 2° 49′ 07″ est |                | |                    | Église Saint-Germain-d'Auxerre d'Oissery                        |
| Église Saints-Pierre-et-Paul d'Orly-sur-Morin                   | Orly-sur-Morin              |         | 48° 54′ 16″ nord, 3° 13′ 48″ est |                | |                    | Église Saints-Pierre-et-Paul d'Orly-sur-Morin                   |
| Église Notre-Dame-de-l'Assomption d'Ormesson                    | Ormesson                    |         | 48° 14′ 40″ nord, 2° 39′ 09″ est | « PA00087184 » | Inscrit MH | 1926               | Église Notre-Dame-de-l'Assomption d'Ormesson                    |
| Église Notre-Dame d'Othis                                       | Othis                       |         | 49° 04′ 26″ nord, 2° 40′ 32″ est | « PA00087185 » | Classé MH | 1875               | Église Notre-Dame d'Othis                                       |
| Église Saint-Pierre d'Ozoir-la-Ferrière                         | Ozoir-la-Ferrière           |         | 48° 45′ 45″ nord, 2° 40′ 08″ est |                | |                    | Église Saint-Pierre d'Ozoir-la-Ferrière                         |
| Église Saint-Martin d'Ozouer-le-Voulgis                         | Ozouer-le-Voulgis           |         | 48° 39′ 37″ nord, 2° 46′ 25″ est | « PA00087186 » | Inscrit MH | 1926               | Église Saint-Martin d'Ozouer-le-Voulgis                         |
| Église Saint-Georges de Paley                                   | Paley                       |         | 48° 14′ 30″ nord, 2° 51′ 44″ est | « PA00087188 » | Inscrit MH | 1949               | Église Saint-Georges de Paley                                   |
| Église Notre-Dame-de-l'Assomption de Pamfou                     | Pamfou                      |         | 48° 27′ 42″ nord, 2° 52′ 19″ est |                | |                    | Église Notre-Dame-de-l'Assomption de Pamfou                     |
| Église Saint-Ferréol-et-Saint-Maclou de Paroy                   | Paroy                       |         | 48° 28′ 59″ nord, 3° 11′ 36″ est | « PA00087191 » | Classé MH | 1927               | Église Saint-Ferréol-et-Saint-Maclou de Paroy                   |
| Église Saint-Quentin de Passy-sur-Seine                         | Passy-sur-Seine             |         | 48° 25′ 31″ nord, 3° 20′ 56″ est |                | |                    | Église Saint-Quentin de Passy-sur-Seine                         |
| Église Saint-Nicolas de Penchard                                | Penchard                    |         | 48° 59′ 11″ nord, 2° 51′ 36″ est |                | |                    | Église Saint-Nicolas de Penchard                                |
| Église Saints-Gervais-et-Protais de Perthes                     | Perthes                     |         | 48° 28′ 35″ nord, 2° 33′ 17″ est | « PA00087193 » | Inscrit MH | 1926               | Église Saints-Gervais-et-Protais de Perthes                     |
| Église Saint-Claude de Pierre-Levée                             | Pierre-Levée                |         | 48° 53′ 57″ nord, 3° 02′ 20″ est |                | |                    | Église Saint-Claude de Pierre-Levée                             |
| Église Saint-Michel de Poigny                                   | Poigny                      |         | 48° 32′ 18″ nord, 3° 16′ 39″ est | « PA00087351 » | Inscrit MH | 1991               | Église Saint-Michel de Poigny                                   |
| Église Saint-Antoine-de-Padoue de Poincy                        | Poincy                      |         | 48° 58′ 12″ nord, 2° 56′ 09″ est |                | |                    | Église Saint-Antoine-de-Padoue de Poincy                        |
| Église Saint-Firmin de Poligny                                  | Poligny                     |         | 48° 13′ 30″ nord, 2° 44′ 38″ est |                | |                    | Église Saint-Firmin de Poligny                                  |
| Église Saint-Martin de Pommeuse                                 | Pommeuse                    |         | 48° 48′ 59″ nord, 3° 00′ 55″ est |                | Patrimoine d'intérêt régional | 2022               | Église Saint-Martin de Pommeuse                                 |
| Église Saint-Pierre de Pomponne                                 | Pomponne                    |         | 48° 52′ 52″ nord, 2° 40′ 56″ est |                | |                    | Église Saint-Pierre de Pomponne                                 |
| Église des Pèlerins-d'Emmaüs de Pontault-Combault               | Pontault-Combault           |         | 48° 48′ 00″ nord, 2° 36′ 33″ est |                | |                    | Image manquante Téléverser                                      |
| Église Saint-Denis de Pontault-Combault                         | Pontault-Combault           |         | 48° 47′ 06″ nord, 2° 36′ 51″ est |                | |                    | Image manquante Téléverser                                      |
| Église Saint-Roch de Pontcarré                                  | Pontcarré                   |         | 48° 48′ 03″ nord, 2° 42′ 17″ est |                | |                    | Église Saint-Roch de Pontcarré                                  |
| Église Notre-Dame-de-l'Assomption de Presles-en-Brie            | Presles-en-Brie             |         | 48° 42′ 56″ nord, 2° 44′ 30″ est |                | Patrimoine d'intérêt régional | 2025               | Église Notre-Dame-de-l'Assomption de Presles-en-Brie            |
| Église Notre-Dame de Corbeil                                    | Pringy                      |         | 48° 30′ 59″ nord, 2° 32′ 51″ est | « PA00087195 » | Classé MH | 1943               | Église Notre-Dame de Corbeil                                    |
| Église Notre-Dame-de-la-Nativité de Pringy                      | Pringy                      |         | 48° 31′ 29″ nord, 2° 33′ 32″ est |                | |                    | Église Notre-Dame-de-la-Nativité de Pringy                      |
| Collégiale Saint-Quiriace de Provins                            | Provins                     |         | 48° 33′ 39″ nord, 3° 17′ 30″ est | « PA00087203 » | Classé MH | 1840               | Collégiale Saint-Quiriace de Provins                            |
| Église Saint-Ayoul de Provins                                   | Provins                     |         | 48° 33′ 38″ nord, 3° 18′ 12″ est | « PA00087196 » | Classé MH | 1862               | Église Saint-Ayoul de Provins                                   |
| Église Saint-Thibault de Provins                                | Provins                     |         | 48° 33′ 45″ nord, 3° 17′ 19″ est | « PA00087204 » | Inscrit MH Fragments de mur subsistant de l'église | 1931               | Église Saint-Thibault de Provins                                |
| Église Sainte-Croix de Provins                                  | Provins                     |         | 48° 33′ 40″ nord, 3° 17′ 55″ est | « PA00087202 » | Classé MH | 1918               | Église Sainte-Croix de Provins                                  |
| Église Saint-Pierre de Précy-sur-Marne                          | Précy-sur-Marne             |         | 48° 55′ 49″ nord, 2° 46′ 28″ est |                | |                    | Église Saint-Pierre de Précy-sur-Marne                          |
| Église Saint-Germain-de-Paris de Puisieux                       | Puisieux                    |         | 49° 03′ 59″ nord, 2° 54′ 58″ est |                | |                    | Église Saint-Germain-de-Paris de Puisieux                       |
| Église Sainte-Marie-Madeleine de Pécy                           | Pécy                        |         | 48° 39′ 19″ nord, 3° 04′ 45″ est | « PA00087192 » | Classé MH Clocher ; Inscrit MH Eglise, sauf partie classée | 1909 ; 1969        | Église Sainte-Marie-Madeleine de Pécy                           |
| Église Saint-Nicolas de Pézarches                               | Pézarches                   |         | 48° 44′ 16″ nord, 2° 59′ 40″ est |                | |                    | Église Saint-Nicolas de Pézarches                               |
| Église Saint-Martin de Quiers                                   | Quiers                      |         | 48° 36′ 21″ nord, 2° 58′ 18″ est |                | |                    | Église Saint-Martin de Quiers                                   |
| Église Saint-Denis de Quincy-Voisins                            | Quincy-Voisins              |         | 48° 54′ 02″ nord, 2° 52′ 18″ est |                | |                    | Église Saint-Denis de Quincy-Voisins                            |
| Église Saint-Éliphe de Rampillon                                | Rampillon                   |         | 48° 33′ 02″ nord, 3° 03′ 58″ est | « PA00087252 » | Classé MH | 1846               | Église Saint-Éliphe de Rampillon                                |
| Église Saint-Jean-Baptiste de Rebais                            | Rebais                      |         | 48° 50′ 47″ nord, 3° 13′ 58″ est |                | |                    | Église Saint-Jean-Baptiste de Rebais                            |
| Église Saint-Martin de Recloses                                 | Recloses                    |         | 48° 20′ 51″ nord, 2° 38′ 32″ est | « PA00087255 » | Inscrit MH | 1926               | Église Saint-Martin de Recloses                                 |
| Église Saint-Médard de Remauville                               | Remauville                  |         | 48° 12′ 41″ nord, 2° 49′ 31″ est | « PA00087256 » | Inscrit MH | 1926               | Église Saint-Médard de Remauville                               |
| Église Saints-Philippe-et-Jacques de Reuil-en-Brie              | Reuil-en-Brie               |         | 48° 57′ 32″ nord, 3° 08′ 42″ est |                | |                    | Église Saints-Philippe-et-Jacques de Reuil-en-Brie              |
| Église Saint-Germain-d'Auxerre de Roissy-en-Brie                | Roissy-en-Brie              |         | 48° 47′ 38″ nord, 2° 39′ 36″ est |                | |                    | Église Saint-Germain-d'Auxerre de Roissy-en-Brie                |
| Église Saint-Loup de la Bretonnière                             | Rouilly                     |         | 48° 35′ 04″ nord, 3° 17′ 21″ est |                | |                    | Église Saint-Loup de la Bretonnière                             |
| Église Saint-Pierre de Rouvres                                  | Rouvres                     |         | 49° 03′ 45″ nord, 2° 43′ 01″ est |                | |                    | Image manquante Téléverser                                      |
| Église Notre-Dame de Rozay-en-Brie                              | Rozay-en-Brie               |         | 48° 41′ 01″ nord, 2° 57′ 22″ est | « PA00087258 » | Classé MH | 1862               | Église Notre-Dame de Rozay-en-Brie                              |
| Église Saint-Nicolas de Rubelles                                | Rubelles                    |         | 48° 33′ 32″ nord, 2° 40′ 48″ est |                | |                    | Église Saint-Nicolas de Rubelles                                |
| Église Saint-Denis de Rumont                                    | Rumont                      |         | 48° 15′ 56″ nord, 2° 29′ 52″ est | « PA00087263 » | Inscrit MH | 1979               | Église Saint-Denis de Rumont                                    |
| Église Saint-Julien de Réau                                     | Réau                        |         | 48° 36′ 37″ nord, 2° 37′ 24″ est | « PA00087253 » | Inscrit MH | 1926               | Église Saint-Julien de Réau                                     |
| Église Saint-Martin de Sablonnières                             | Sablonnières                |         | 48° 52′ 32″ nord, 3° 17′ 44″ est | « PA00087264 » | Inscrit MH | 1986               | Église Saint-Martin de Sablonnières                             |
| Église Saint-Augustin de Saint-Augustin (Seine-et-Marne)        | Saint-Augustin              |         | 48° 47′ 10″ nord, 3° 01′ 50″ est |                | |                    | Église Saint-Augustin de Saint-Augustin (Seine-et-Marne)        |
| Église Saint-Barthélemy de Saint-Barthélemy (Seine-et-Marne)    | Saint-Barthélemy            |         | 48° 49′ 00″ nord, 3° 21′ 40″ est |                | |                    | Église Saint-Barthélemy de Saint-Barthélemy (Seine-et-Marne)    |
| Église Saint-Brice de Saint-Brice (Seine-et-Marne)              | Saint-Brice                 |         | 48° 33′ 59″ nord, 3° 19′ 24″ est |                | |                    | Église Saint-Brice de Saint-Brice (Seine-et-Marne)              |
| Église Saint-Cyr-et-Sainte-Julitte de Saint-Cyr-sur-Morin       | Saint-Cyr-sur-Morin         |         | 48° 54′ 23″ nord, 3° 11′ 02″ est | « PA00087343 » | Inscrit MH | 1990               | Église Saint-Cyr-et-Sainte-Julitte de Saint-Cyr-sur-Morin       |
| Église Saint-Denis de Saint-Denis-lès-Rebais                    | Saint-Denis-lès-Rebais      |         | 48° 50′ 09″ nord, 3° 12′ 36″ est |                | |                    | Église Saint-Denis de Saint-Denis-lès-Rebais                    |
| Église Notre-Dame-de-l'Assomption de Jonville                   | Saint-Fargeau-Ponthierry    |         | 48° 31′ 42″ nord, 2° 32′ 44″ est |                | |                    | Image manquante Téléverser                                      |
| Église Saint-Blaise de Moulignon                                | Saint-Fargeau-Ponthierry    |         | 48° 31′ 47″ nord, 2° 31′ 23″ est |                | |                    | Image manquante Téléverser                                      |
| Église Saint-Ferréol de Saint-Fargeau                           | Saint-Fargeau-Ponthierry    |         | 48° 33′ 12″ nord, 2° 31′ 40″ est |                | |                    | Église Saint-Ferréol de Saint-Fargeau                           |
| Église Sainte-Marie-Mère-de-Dieu-et-Notre-Mère de Ponthierry    | Saint-Fargeau-Ponthierry    |         | 48° 31′ 52″ nord, 2° 32′ 47″ est |                | |                    | Image manquante Téléverser                                      |
| Église Saint-Fiacre de Saint-Fiacre (Seine-et-Marne)            | Saint-Fiacre                |         | 48° 55′ 22″ nord, 2° 57′ 15″ est |                | |                    | Église Saint-Fiacre de Saint-Fiacre (Seine-et-Marne)            |
| Église Saint-Germain-et-Saint-Laurent de Saint-Germain-Laval    | Saint-Germain-Laval         |         | 48° 23′ 56″ nord, 2° 59′ 52″ est | « PA77000023 » | Inscrit MH | 2007               | Église Saint-Germain-et-Saint-Laurent de Saint-Germain-Laval    |
| Église Saint-Germain-de-Paris de Saint-Germain-Laxis            | Saint-Germain-Laxis         |         | 48° 34′ 54″ nord, 2° 42′ 46″ est |                | |                    | Église Saint-Germain-de-Paris de Saint-Germain-Laxis            |
| Église Saint-Germain-de-Paris de Saint-Germain-sous-Doue        | Saint-Germain-sous-Doue     |         | 48° 51′ 08″ nord, 3° 08′ 44″ est |                | |                    | Église Saint-Germain-de-Paris de Saint-Germain-sous-Doue        |
| Église Saint-Germain-de-Paris de Saint-Germain-sur-Morin        | Saint-Germain-sur-Morin     |         | 48° 52′ 58″ nord, 2° 51′ 04″ est |                | |                    | Église Saint-Germain-de-Paris de Saint-Germain-sur-Morin        |
| Église Saint-Germain-d'Auxerre de Saint-Germain-sur-École       | Saint-Germain-sur-École     |         | 48° 28′ 32″ nord, 2° 30′ 34″ est |                | |                    | Image manquante Téléverser                                      |
| Église Saint-Hilaire de Saint-Hilliers                          | Saint-Hilliers              |         | 48° 37′ 16″ nord, 3° 15′ 28″ est |                | |                    | Église Saint-Hilaire de Saint-Hilliers                          |
| Église Saint-Jean-Baptiste de Saint-Jean-les-Deux-Jumeaux       | Saint-Jean-les-Deux-Jumeaux |         | 48° 57′ 03″ nord, 3° 01′ 08″ est |                | |                    | Église Saint-Jean-Baptiste de Saint-Jean-les-Deux-Jumeaux       |
| Église Saint-Just de Saint-Just-en-Brie                         | Saint-Just-en-Brie          |         | 48° 35′ 57″ nord, 3° 06′ 17″ est |                | |                    | Église Saint-Just de Saint-Just-en-Brie                         |
| Église Saint-Loup de Saint-Loup-de-Naud                         | Saint-Loup-de-Naud          |         | 48° 32′ 10″ nord, 3° 12′ 33″ est | « PA00087270 » | Classé MH | 1846               | Église Saint-Loup de Saint-Loup-de-Naud                         |
| Église Saint-Léger de Saint-Léger (Seine-et-Marne)              | Saint-Léger                 |         | 48° 50′ 21″ nord, 3° 15′ 21″ est |                | |                    | Église Saint-Léger de Saint-Léger (Seine-et-Marne)              |
| Église Saint-Mammès de Saint-Mammès                             | Saint-Mammès                |         | 48° 23′ 19″ nord, 2° 48′ 28″ est | « PA00087272 » | Inscrit MH | 1926               | Église Saint-Mammès de Saint-Mammès                             |
| Église Saint-Médard de Saint-Mard                               | Saint-Mard                  |         | 49° 02′ 12″ nord, 2° 41′ 36″ est |                | |                    | Église Saint-Médard de Saint-Mard                               |
| Église Sainte-Colombe de Vieux-Maisons                          | Saint-Mars-Vieux-Maisons    |         | 48° 43′ 48″ nord, 3° 20′ 27″ est |                | |                    | Église Sainte-Colombe de Vieux-Maisons                          |
| Église Saint-Médard de Saint-Mars-en-Brie                       | Saint-Mars-Vieux-Maisons    |         | 48° 44′ 31″ nord, 3° 19′ 13″ est |                | |                    | Église Saint-Médard de Saint-Mars-en-Brie                       |
| Église Saint-Martin de Saint-Martin-des-Champs                  | Saint-Martin-des-Champs     |         | 48° 46′ 42″ nord, 3° 20′ 09″ est |                | |                    | Église Saint-Martin de Saint-Martin-des-Champs                  |
| Église Saint-Martin de Saint-Martin-du-Boschet                  | Saint-Martin-du-Boschet     |         | 48° 44′ 10″ nord, 3° 25′ 39″ est |                | |                    | Église Saint-Martin de Saint-Martin-du-Boschet                  |
| Église Saint-Martin de Saint-Martin-en-Bière                    | Saint-Martin-en-Bière       |         | 48° 26′ 14″ nord, 2° 34′ 01″ est |                | |                    | Église Saint-Martin de Saint-Martin-en-Bière                    |
| Église Saint-Maxime de Saint-Mesmes                             | Saint-Mesmes                |         | 48° 59′ 06″ nord, 2° 41′ 41″ est | « PA00087274 » | Classé MH Eglise, sauf le chœur | 1921               | Église Saint-Maxime de Saint-Mesmes                             |
| Église Saint-Méry de Saint-Méry                                 | Saint-Méry                  |         | 48° 34′ 41″ nord, 2° 49′ 34″ est | « PA00087273 » | Inscrit MH | 1949               | Église Saint-Méry de Saint-Méry                                 |
| Église Saint-Ouen de Saint-Ouen-en-Brie                         | Saint-Ouen-en-Brie          |         | 48° 33′ 29″ nord, 2° 55′ 07″ est |                | |                    | Image manquante Téléverser                                      |
| Église Saint-Pathus de Saint-Pathus                             | Saint-Pathus                |         | 49° 04′ 12″ nord, 2° 48′ 02″ est | « PA77000024 » | Inscrit MH | 2007               | Église Saint-Pathus de Saint-Pathus                             |
| Église Saint-Pierre-Saint-Paul de Saint-Pierre-lès-Nemours      | Saint-Pierre-lès-Nemours    |         | 48° 15′ 43″ nord, 2° 41′ 28″ est | « PA00087275 » | Inscrit MH | 1926               | Église Saint-Pierre-Saint-Paul de Saint-Pierre-lès-Nemours      |
| Église Saint-Rémi de Saint-Rémy-la-Vanne                        | Saint-Rémy-la-Vanne         |         | 48° 47′ 32″ nord, 3° 13′ 57″ est |                | |                    | Église Saint-Rémi de Saint-Rémy-la-Vanne                        |
| Église Saint-Pavace de Saint-Sauveur-lès-Bray                   | Saint-Sauveur-lès-Bray      |         | 48° 26′ 16″ nord, 3° 12′ 31″ est |                | |                    | Église Saint-Pavace de Saint-Sauveur-lès-Bray                   |
| Église Saint-Eutrope de Saint-Sauveur-sur-École                 | Saint-Sauveur-sur-École     |         | 48° 29′ 47″ nord, 2° 32′ 54″ est |                | |                    | Église Saint-Eutrope de Saint-Sauveur-sur-École                 |
| Église Saint-Siméon de Saint-Siméon (Seine-et-Marne)            | Saint-Siméon                |         | 48° 47′ 54″ nord, 3° 12′ 14″ est | « PA77000010 » | Inscrit MH | 1997               | Église Saint-Siméon de Saint-Siméon (Seine-et-Marne)            |
| Église Saint-Sulpice de Saint-Soupplets                         | Saint-Soupplets             |         | 49° 02′ 23″ nord, 2° 48′ 22″ est |                | |                    | Église Saint-Sulpice de Saint-Soupplets                         |
| Église Saint-Jean-Baptiste de Saint-Thibault-des-Vignes         | Saint-Thibault-des-Vignes   |         | 48° 52′ 07″ nord, 2° 41′ 20″ est | « PA00087276 » | Classé MH ; Inscrit MH ; Inscrit MH | 1974 ; 1974 ; 2021 | Église Saint-Jean-Baptiste de Saint-Thibault-des-Vignes         |
| Église Sainte-Aulde de Sainte-Aulde                             | Sainte-Aulde                |         | 48° 59′ 41″ nord, 3° 10′ 34″ est |                | |                    | Église Sainte-Aulde de Sainte-Aulde                             |
| Église Sainte-Colombe de Sainte-Colombe (Seine-et-Marne)        | Sainte-Colombe              |         | 48° 31′ 43″ nord, 3° 15′ 26″ est |                | |                    | Image manquante Téléverser                                      |
| Église du prieuré du Mez de la Madeleine                        | Sainte-Colombe              |         | 48° 32′ 37″ nord, 3° 15′ 46″ est |                | |                    | Image manquante Téléverser                                      |
| Église Saint-Apolinaire de Salins                               | Salins                      |         | 48° 25′ 13″ nord, 3° 01′ 17″ est | « PA00087277 » | Classé MH | 1906               | Église Saint-Apolinaire de Salins                               |
| Église Saint-Martin de Sammeron                                 | Sammeron                    |         | 48° 56′ 51″ nord, 3° 04′ 49″ est |                | |                    | Église Saint-Martin de Sammeron                                 |
| Église Saint-Hilaire-et-Saint-Loup de Samois-sur-Seine          | Samois-sur-Seine            |         | 48° 27′ 08″ nord, 2° 45′ 07″ est | « PA00087278 » | Inscrit MH | 1949               | Église Saint-Hilaire-et-Saint-Loup de Samois-sur-Seine          |
| Église Saint-Pierre de Samoreau                                 | Samoreau                    |         | 48° 25′ 23″ nord, 2° 45′ 01″ est | « PA00087280 » | Inscrit MH | 1949               | Église Saint-Pierre de Samoreau                                 |
| Église Notre-Dame-de-l'Assomption de Sancy                      | Sancy                       |         | 48° 53′ 09″ nord, 2° 57′ 41″ est |                | |                    | Église Notre-Dame-de-l'Assomption de Sancy                      |
| Église Saint-Pierre de Sancy-lès-Provins                        | Sancy-lès-Provins           |         | 48° 41′ 48″ nord, 3° 23′ 37″ est | « PA00087282 » | Inscrit MH | 1926               | Église Saint-Pierre de Sancy-lès-Provins                        |
| Église Saint-Germain-d'Auxerre de Savigny-le-Temple             | Savigny-le-Temple           |         | 48° 34′ 32″ nord, 2° 35′ 00″ est | « PA00087283 » | Inscrit MH | 1926               | Église Saint-Germain-d'Auxerre de Savigny-le-Temple             |
| Église Saint-Denis de Savins                                    | Savins                      |         | 48° 30′ 36″ nord, 3° 12′ 04″ est | « PA00087284 » | Inscrit MH | 1926               | Église Saint-Denis de Savins                                    |
| Église Saint-Jean-Baptiste de Saâcy-sur-Marne                   | Saâcy-sur-Marne             |         | 48° 57′ 41″ nord, 3° 12′ 31″ est |                | |                    | Église Saint-Jean-Baptiste de Saâcy-sur-Marne                   |
| Église Saint-Sulpice de Seine-Port                              | Seine-Port                  |         | 48° 33′ 27″ nord, 2° 33′ 04″ est |                | |                    | Image manquante Téléverser                                      |
| Église Saint-Michel de Serris                                   | Serris                      |         | 48° 50′ 43″ nord, 2° 47′ 12″ est |                | |                    | Église Saint-Michel de Serris                                   |
| Église Saint-Louis de Servon                                    | Servon                      |         | 48° 43′ 01″ nord, 2° 35′ 10″ est | « PA00087285 » | Inscrit MH | 1939               | Église Saint-Louis de Servon                                    |
| Église Notre-Dame-de-l'Assomption de Signy-Signets              | Signy-Signets               |         | 48° 55′ 39″ nord, 3° 04′ 05″ est |                | |                    | Église Notre-Dame-de-l'Assomption de Signy-Signets              |
| Église Notre-Dame-du-Puy de Sigy                                | Sigy                        |         | 48° 28′ 40″ nord, 3° 10′ 51″ est |                | |                    | Église Notre-Dame-du-Puy de Sigy                                |
| Église Saint-Germain-de-Paris de Sivry-Courtry                  | Sivry-Courtry               |         | 48° 31′ 40″ nord, 2° 45′ 20″ est |                | |                    | Église Saint-Germain-de-Paris de Sivry-Courtry                  |
| Église Saint-Michel de Sognolles-en-Montois                     | Sognolles-en-Montois        |         | 48° 30′ 39″ nord, 3° 10′ 04″ est |                | |                    | Église Saint-Michel de Sognolles-en-Montois                     |
| Église Notre-Dame-de-l'Assomption de Soignolles-en-Brie         | Soignolles-en-Brie          |         | 48° 39′ 13″ nord, 2° 41′ 54″ est | « PA00087288 » | Inscrit MH | 1926               | Église Notre-Dame-de-l'Assomption de Soignolles-en-Brie         |
| Église Saint-Edme de Soisy-Bouy                                 | Soisy-Bouy                  |         | 48° 30′ 40″ nord, 3° 16′ 46″ est |                | |                    | Église Saint-Edme de Soisy-Bouy                                 |
| Église Saint-Martin de Solers                                   | Solers                      |         | 48° 39′ 29″ nord, 2° 43′ 00″ est |                | |                    | Église Saint-Martin de Solers                                   |
| Église Saint-Clair-Saint-Léger de Souppes-sur-Loing             | Souppes-sur-Loing           |         | 48° 10′ 55″ nord, 2° 43′ 53″ est | « PA00087290 » | Classé MH | 1908               | Église Saint-Clair-Saint-Léger de Souppes-sur-Loing             |
| Église Saint-Martin de Sourdun                                  | Sourdun                     |         | 48° 32′ 12″ nord, 3° 20′ 55″ est | « PA00087292 » | Classé MH | 1971               | Église Saint-Martin de Sourdun                                  |
| Église Saint-Donatien-et-Saint-Rogatien de Tancrou              | Tancrou                     |         | 48° 59′ 57″ nord, 3° 02′ 32″ est | « PA00087294 » | Inscrit MH | 1944               | Église Saint-Donatien-et-Saint-Rogatien de Tancrou              |
| Église Saint-Médard de Thieux                                   | Thieux                      |         | 49° 00′ 38″ nord, 2° 40′ 04″ est |                | |                    | Église Saint-Médard de Thieux                                   |
| Église Saint-Amand de Thomery                                   | Thomery                     |         | 48° 24′ 38″ nord, 2° 47′ 10″ est | « PA00087295 » | Classé MH | 1948               | Église Saint-Amand de Thomery                                   |
| Église Saint-Martin de Thorigny-sur-Marne                       | Thorigny-sur-Marne          |         | 48° 52′ 58″ nord, 2° 42′ 48″ est |                | |                    | Église Saint-Martin de Thorigny-sur-Marne                       |
| Église Saint-Pierre de Thoury-Férottes                          | Thoury-Férottes             |         | 48° 17′ 53″ nord, 2° 56′ 24″ est |                | |                    | Église Saint-Pierre de Thoury-Férottes                          |
| Église de la Sainte-Trinité de Thénisy                          | Thénisy                     |         | 48° 29′ 19″ nord, 3° 10′ 37″ est |                | |                    | Église de la Sainte-Trinité de Thénisy                          |
| Église Saint-Leu de Tigeaux                                     | Tigeaux                     |         | 48° 49′ 26″ nord, 2° 54′ 08″ est |                | |                    | Image manquante Téléverser                                      |
| Église Saint-Barthélemy de Torcy                                | Torcy                       |         | 48° 51′ 03″ nord, 2° 39′ 07″ est |                | |                    | Église Saint-Barthélemy de Torcy                                |
| Église Saint-Étienne de Touquin                                 | Touquin                     |         | 48° 44′ 10″ nord, 3° 00′ 41″ est |                | |                    | Église Saint-Étienne de Touquin                                 |
| Église Saint-Denis de Tournan-en-Brie                           | Tournan-en-Brie             |         | 48° 44′ 20″ nord, 2° 46′ 06″ est |                | |                    | Église Saint-Denis de Tournan-en-Brie                           |
| Église Notre-Dame-de-la-Nativité de Tousson                     | Tousson                     |         | 48° 20′ 46″ nord, 2° 27′ 34″ est |                | |                    | Église Notre-Dame-de-la-Nativité de Tousson                     |
| Église Saint-Martin de Treuzy                                   | Treuzy-Levelay              |         | 48° 16′ 40″ nord, 2° 48′ 11″ est | « PA00087301 » | Inscrit MH | 1926               | Église Saint-Martin de Treuzy                                   |
| Église Sainte-Geneviève de Trilbardou                           | Trilbardou                  |         | 48° 56′ 34″ nord, 2° 48′ 20″ est | « PA77000032 » | Inscrit MH | 2016               | Église Sainte-Geneviève de Trilbardou                           |
| Église Saint-Pierre de Trilport                                 | Trilport                    |         | 48° 57′ 26″ nord, 2° 56′ 46″ est |                | |                    | Église Saint-Pierre de Trilport                                 |
| Église Saint-Médard de Trocy-en-Multien                         | Trocy-en-Multien            |         | 49° 02′ 32″ nord, 2° 57′ 44″ est |                | |                    | Église Saint-Médard de Trocy-en-Multien                         |
| Église Saint-Martin d'Ury                                       | Ury                         |         | 48° 20′ 34″ nord, 2° 36′ 03″ est | « PA00087303 » | Inscrit MH | 1926               | Église Saint-Martin d'Ury                                       |
| Église Saint-Authaire d'Ussy-sur-Marne                          | Ussy-sur-Marne              |         | 48° 57′ 15″ nord, 3° 04′ 18″ est | « PA77000027 » | Inscrit MH | 2013               | Église Saint-Authaire d'Ussy-sur-Marne                          |
| Église Sainte-Jeanne-d'Arc de Vaires-sur-Marne                  | Vaires-sur-Marne            |         | 48° 52′ 28″ nord, 2° 38′ 11″ est |                | |                    | Église Sainte-Jeanne-d'Arc de Vaires-sur-Marne                  |
| Ancienne église Sainte-Agathe de Vaires-sur-Marne               | Vaires-sur-Marne            |         | 48° 52′ 12″ nord, 2° 38′ 46″ est |                | |                    | Ancienne église Sainte-Agathe de Vaires-sur-Marne               |
| Église Saint-Nicolas de Valence-en-Brie                         | Valence-en-Brie             |         | 48° 26′ 38″ nord, 2° 53′ 24″ est |                | |                    | Église Saint-Nicolas de Valence-en-Brie                         |
| Église Saint-Léonard de Vanvillé                                | Vanvillé                    |         | 48° 33′ 21″ nord, 3° 06′ 26″ est |                | |                    | Église Saint-Léonard de Vanvillé                                |
| Église Saint-Lambert de Varennes-sur-Seine                      | Varennes-sur-Seine          |         | 48° 22′ 31″ nord, 2° 55′ 32″ est | « PA00087305 » | Inscrit MH | 1946               | Église Saint-Lambert de Varennes-sur-Seine                      |
| Église Saint-Arnoult de Varreddes                               | Varreddes                   |         | 49° 00′ 02″ nord, 2° 55′ 54″ est | « PA00087306 » | Inscrit MH | 1949               | Église Saint-Arnoult de Varreddes                               |
| Église Saint-Quirin de Vaucourtois                              | Vaucourtois                 |         | 48° 53′ 45″ nord, 2° 57′ 09″ est |                | |                    | Église Saint-Quirin de Vaucourtois                              |
| Église Saint-Médard de Vaudoy-en-Brie                           | Vaudoy-en-Brie              |         | 48° 41′ 19″ nord, 3° 04′ 51″ est | « PA00087308 » | Classé MH | 1921               | Église Saint-Médard de Vaudoy-en-Brie                           |
| Église Saints-Pierre-et-Paul de Vaux-le-Pénil                   | Vaux-le-Pénil               |         | 48° 31′ 55″ nord, 2° 40′ 13″ est | « PA00087310 » | Inscrit MH | 1926               | Église Saints-Pierre-et-Paul de Vaux-le-Pénil                   |
| Église Saint-Gengoul de Vaux-sur-Lunain                         | Vaux-sur-Lunain             |         | 48° 13′ 35″ nord, 2° 56′ 13″ est |                | |                    | Église Saint-Gengoul de Vaux-sur-Lunain                         |
| Église Saint-Julien de Vendrest                                 | Vendrest                    |         | 49° 02′ 48″ nord, 3° 05′ 34″ est |                | |                    | Église Saint-Julien de Vendrest                                 |
| Église Saint-Crépin-Saint-Crépinien de Verdelot                 | Verdelot                    |         | 48° 52′ 33″ nord, 3° 22′ 01″ est | « PA00087313 » | Inscrit MH | 1927               | Église Saint-Crépin-Saint-Crépinien de Verdelot                 |
| Église Notre-Dame-de-l'Assomption de Verneuil-l'Étang           | Verneuil-l'Étang            |         | 48° 38′ 40″ nord, 2° 50′ 06″ est |                | |                    | Église Notre-Dame-de-l'Assomption de Verneuil-l'Étang           |
| Église Saint-Pierre de La Celle                                 | Vernou-la-Celle-sur-Seine   |         | 48° 23′ 36″ nord, 2° 49′ 30″ est | « PA00086846 » | Inscrit MH | 1926               | Église Saint-Pierre de La Celle                                 |
| Église Saint-Fortuné de Vernou                                  | Vernou-la-Celle-sur-Seine   |         | 48° 23′ 19″ nord, 2° 50′ 50″ est | « PA00087315 » | Inscrit MH | 1946               | Église Saint-Fortuné de Vernou                                  |
| Église Saint-Pierre de Vert-Saint-Denis                         | Vert-Saint-Denis            |         | 48° 33′ 56″ nord, 2° 36′ 48″ est | « PA00087316 » | Inscrit MH | 1980               | Église Saint-Pierre de Vert-Saint-Denis                         |
| Église Saint-Hildevert de Vignely                               | Vignely                     |         | 48° 55′ 55″ nord, 2° 48′ 29″ est |                | |                    | Église Saint-Hildevert de Vignely                               |
| Église Saint-Jacques de Ville-Saint-Jacques                     | Ville-Saint-Jacques         |         | 48° 20′ 33″ nord, 2° 53′ 47″ est | « PA00087317 » | Inscrit MH | 1926               | Église Saint-Jacques de Ville-Saint-Jacques                     |
| Église Saint-Avoye de Villebéon                                 | Villebéon                   |         | 48° 12′ 26″ nord, 2° 56′ 28″ est |                | |                    | Église Saint-Avoye de Villebéon                                 |
| Église Saints-Fiacre-et-Martin de Villecerf                     | Villecerf                   |         | 48° 19′ 47″ nord, 2° 50′ 45″ est |                | |                    | Église Saints-Fiacre-et-Martin de Villecerf                     |
| Église Saint-Christophe de Villemareuil                         | Villemareuil                |         | 48° 55′ 16″ nord, 2° 58′ 14″ est |                | |                    | Église Saint-Christophe de Villemareuil                         |
| Église Saint-Michel de Saint-Ange-le-Viel                       | Villemaréchal               |         | 48° 15′ 48″ nord, 2° 54′ 06″ est |                | |                    | Église Saint-Michel de Saint-Ange-le-Viel                       |
| Église Saint-Pierre-aux-Liens de Villemaréchal                  | Villemaréchal               |         | 48° 15′ 59″ nord, 2° 52′ 02″ est |                | |                    | Église Saint-Pierre-aux-Liens de Villemaréchal                  |
| Église Notre-Dame-de-l'Assomption de Villemer                   | Villemer                    |         | 48° 18′ 04″ nord, 2° 49′ 30″ est | « PA00087321 » | Inscrit MH | 1926               | Église Notre-Dame-de-l'Assomption de Villemer                   |
| Église Notre-Dame-de-l'Assomption de Villenauxe-la-Petite       | Villenauxe-la-Petite        |         | 48° 24′ 21″ nord, 3° 18′ 37″ est | « PA00087322 » | Classé MH | 1930               | Église Notre-Dame-de-l'Assomption de Villenauxe-la-Petite       |
| Église Sainte-Christine de Villeneuve-Saint-Denis               | Villeneuve-Saint-Denis      |         | 48° 48′ 57″ nord, 2° 47′ 34″ est |                | |                    | Église Sainte-Christine de Villeneuve-Saint-Denis               |
| Église Notre-Dame-de-la-Nativité de Villeneuve-le-Comte         | Villeneuve-le-Comte         |         | 48° 48′ 52″ nord, 2° 49′ 50″ est | « PA00087323 » | Classé MH | 1849               | Église Notre-Dame-de-la-Nativité de Villeneuve-le-Comte         |
| Église Saint-Blaise de Villeneuve-les-Bordes                    | Villeneuve-les-Bordes       |         | 48° 29′ 13″ nord, 3° 02′ 37″ est | « PA00087325 » | Inscrit MH Portail Ouest et clocher | 1926               | Église Saint-Blaise de Villeneuve-les-Bordes                    |
| Église Saint-Prix-et-Saint-Jean-l’Évangéliste de Valjouan       | Villeneuve-les-Bordes       |         | 48° 30′ 18″ nord, 3° 02′ 38″ est |                | |                    | Image manquante Téléverser                                      |
| Église Saints-Pierre-et-Paul de Villeneuve-sous-Dammartin       | Villeneuve-sous-Dammartin   |         | 49° 02′ 06″ nord, 2° 38′ 27″ est |                | |                    | Église Saints-Pierre-et-Paul de Villeneuve-sous-Dammartin       |
| Église Saint-Rémi de Villeneuve-sur-Bellot                      | Villeneuve-sur-Bellot       |         | 48° 51′ 42″ nord, 3° 20′ 29″ est | « PA00087326 » | Inscrit MH | 1926               | Église Saint-Rémi de Villeneuve-sur-Bellot                      |
| Église Sainte-Aldegonde de Villenoy                             | Villenoy                    |         | 48° 56′ 32″ nord, 2° 51′ 45″ est |                | |                    | Église Sainte-Aldegonde de Villenoy                             |
| Église Notre-Dame-de-la-Paix de Villeparisis                    | Villeparisis                |         | 48° 56′ 46″ nord, 2° 37′ 03″ est | « EA77000007 » | |                    | Image manquante Téléverser                                      |
| Église Saint-Martin de la Cornette                              | Villeparisis                |         | 48° 56′ 19″ nord, 2° 36′ 55″ est |                | |                    | Église Saint-Martin de la Cornette                              |
| Église Saint-Pierre de Villeroy                                 | Villeroy                    |         | 48° 58′ 56″ nord, 2° 46′ 54″ est |                | |                    | Église Saint-Pierre de Villeroy                                 |
| Église Saint-Marcel de Villevaudé                               | Villevaudé                  |         | 48° 55′ 01″ nord, 2° 39′ 07″ est |                | |                    | Église Saint-Marcel de Villevaudé                               |
| Église Saint-Georges de Villiers-Saint-Georges                  | Villiers-Saint-Georges      |         | 48° 39′ 00″ nord, 3° 24′ 22″ est |                | |                    | Église Saint-Georges de Villiers-Saint-Georges                  |
| Église Saint-Éloi de Villiers-en-Bière                          | Villiers-en-Bière           |         | 48° 29′ 39″ nord, 2° 35′ 55″ est |                | |                    | Église Saint-Éloi de Villiers-en-Bière                          |
| Église Saint-Étienne de Villiers-sous-Grez                      | Villiers-sous-Grez          |         | 48° 19′ 02″ nord, 2° 38′ 53″ est | « PA00087327 » | Classé MH | 1908               | Église Saint-Étienne de Villiers-sous-Grez                      |
| Église Saint-Rémi de Villiers-sur-Morin                         | Villiers-sur-Morin          |         | 48° 51′ 34″ nord, 2° 52′ 48″ est |                | |                    | Église Saint-Rémi de Villiers-sur-Morin                         |
| Église Saint-Agnan de Villiers-sur-Seine                        | Villiers-sur-Seine          |         | 48° 27′ 22″ nord, 3° 22′ 35″ est |                | |                    | Église Saint-Agnan de Villiers-sur-Seine                        |
| Église Saint-Martin de Villuis                                  | Villuis                     |         | 48° 24′ 37″ nord, 3° 21′ 17″ est |                | |                    | Église Saint-Martin de Villuis                                  |
| Église Saints-Cyr-et-Julitte de Vimpelles                       | Vimpelles                   |         | 48° 26′ 20″ nord, 3° 09′ 57″ est | « PA00087328 » | Classé MH | 1982               | Église Saints-Cyr-et-Julitte de Vimpelles                       |
| Église Notre-Dame-de-la-Nativité de Vinantes                    | Vinantes                    |         | 49° 00′ 38″ nord, 2° 44′ 06″ est |                | |                    | Église Notre-Dame-de-la-Nativité de Vinantes                    |
| Église Notre-Dame-de-la-Nativité de Vincy-Manœuvre              | Vincy-Manœuvre              |         | 49° 04′ 39″ nord, 2° 57′ 44″ est |                | |                    | Église Notre-Dame-de-la-Nativité de Vincy-Manœuvre              |
| Église Saint-Étienne de Voinsles                                | Voinsles                    |         | 48° 41′ 25″ nord, 3° 00′ 12″ est |                | |                    | Église Saint-Étienne de Voinsles                                |
| Église Saint-Martin de Villeneuve-la-Hurée                      | Voinsles                    |         | 48° 42′ 06″ nord, 3° 00′ 31″ est |                | |                    | Église Saint-Martin de Villeneuve-la-Hurée                      |
| Église Saint-Jean-Baptiste de Voisenon                          | Voisenon                    |         | 48° 34′ 11″ nord, 2° 39′ 44″ est |                | |                    | Église Saint-Jean-Baptiste de Voisenon                          |
| Église Saint-Pierre de Voulangis                                | Voulangis                   |         | 48° 51′ 04″ nord, 2° 53′ 54″ est |                | |                    | Église Saint-Pierre de Voulangis                                |
| Église Notre-Dame-de-l'Assomption de Voulton                    | Voulton                     |         | 48° 37′ 04″ nord, 3° 20′ 05″ est | « PA00087329 » | Classé MH | 1840               | Église Notre-Dame-de-l'Assomption de Voulton                    |
| Église Saint-Martin de Saint-Martin des Champs                  | Voulton                     |         | 48° 35′ 48″ nord, 3° 19′ 58″ est |                | |                    | Image manquante Téléverser                                      |
| Église Notre-Dame-de-l'Assomption de Voulx                      | Voulx                       |         | 48° 16′ 54″ nord, 2° 58′ 13″ est | « PA00087330 » | Inscrit MH | 1926               | Église Notre-Dame-de-l'Assomption de Voulx                      |
| Église Saint-Léger de Vulaines-lès-Provins                      | Vulaines-lès-Provins        |         | 48° 33′ 37″ nord, 3° 13′ 10″ est |                | |                    | Église Saint-Léger de Vulaines-lès-Provins                      |
| Église Saint-Éloi de Vulaines-sur-Seine                         | Vulaines-sur-Seine          |         | 48° 25′ 53″ nord, 2° 45′ 45″ est |                | |                    | Église Saint-Éloi de Vulaines-sur-Seine                         |
| Église Saint-Martin d'Yèbles                                    | Yèbles                      |         | 48° 38′ 16″ nord, 2° 46′ 15″ est |                | Patrimoine d'intérêt régional | 2023               | Église Saint-Martin d'Yèbles                                    |
| Église Sainte-Madeleine d'Échouboulains                         | Échouboulains               |         | 48° 27′ 52″ nord, 2° 56′ 40″ est |                | |                    | Église Sainte-Madeleine d'Échouboulains                         |
| Église Saints-Martin-et-Félicien d'Égligny                      | Égligny                     |         | 48° 25′ 36″ nord, 3° 07′ 13″ est | « PA00086944 » | Inscrit MH | 1926               | Église Saints-Martin-et-Félicien d'Égligny                      |
| Abbatiale de Preuilly                                           | Égligny                     |         | 48° 26′ 46″ nord, 3° 06′ 46″ est |                | |                    | Abbatiale de Preuilly                                           |
| Église Saint-Martin d'Égreville                                 | Égreville                   |         | 48° 10′ 34″ nord, 2° 52′ 18″ est | « PA00086947 » | Classé MH Tour ; Inscrit MH Eglise, sauf tour classée | 1913 ; 1946        | Église Saint-Martin d'Égreville                                 |
| Église Notre-Dame de Malnoue                                    | Émerainville                |         | 48° 49′ 42″ nord, 2° 35′ 52″ est |                | |                    | Église Notre-Dame de Malnoue                                    |
| Église Saint-Éloi d'Émerainville                                | Émerainville                |         | 48° 48′ 42″ nord, 2° 37′ 18″ est |                | |                    | Église Saint-Éloi d'Émerainville                                |
| Église Saint-Jean-Baptiste d'Étrépilly                          | Étrépilly                   |         | 49° 02′ 02″ nord, 2° 55′ 51″ est | « PA00086953 » | Inscrit MH | 1979               | Église Saint-Jean-Baptiste d'Étrépilly                          |
| Église Saint-Germain-de-Paris d'Évry-les-Châteaux               | Évry-Grégy-sur-Yerre        |         | 48° 39′ 08″ nord, 2° 38′ 00″ est |                | |                    | Image manquante Téléverser                                      |
| Église Saint-Pierre de Grégy-sur-Yerre                          | Évry-Grégy-sur-Yerre        |         | 48° 40′ 02″ nord, 2° 37′ 08″ est |                | |                    | Image manquante Téléverser                                      |

### Église orthodoxe
| Église                                      | Commune             | Adresse        | Coordonnées                      | Protection                           | Illustration                                |
| ------------------------------------------- | ------------------- | -------------- | -------------------------------- | ------------------------------------ | ------------------------------------------- |
| Église Notre-Dame-de-Toutes-les-Protections | Champagne-sur-Seine | 169 rue Grande | 48° 23′ 32″ nord, 2° 48′ 20″ est | Patrimoine d'intérêt régional (2018) | Église Notre-Dame-de-Toutes-les-Protections |

### Protestantisme
| Église            | Commune            | Adresse         | Coordonnées                      | Protection | Illustration               |
| ----------------- | ------------------ | --------------- | -------------------------------- | ---------- | -------------------------- |
| Temple protestant | Fontainebleau      | 3 rue Béranger  | 48° 24′ 27″ nord, 2° 41′ 58″ est |            | Temple protestant          |
| Temple protestant | Melun              | 8 avenue Thiers | 48° 31′ 57″ nord, 2° 39′ 18″ est |            | Image manquante Téléverser |
| Temple protestant | Nanteuil-lès-Meaux | rue Pasteur     | 48° 55′ 49″ nord, 2° 53′ 42″ est |            | Temple protestant          |